# Liste der olympischen Medaillengewinner aus den Niederlanden
Die Liste der olympischen Medaillengewinner aus den Niederlanden listet alle Sportler aus den Niederlanden auf, die bei Olympischen Spielen eine Medaille gewinnen konnten. Niederländische Sportler nahmen erstmals 1900 an Sommerspielen teil, 1928 erstmals an Winterspielen.

## Medaillenbilanz
Die folgende Übersicht enthält die niederländischen Sportler, die ab 1900 insgesamt 503 olympische Medaillen erringen konnten (163 × Gold, 161 × Silber und 179 × Bronze). 
| Niederlande bei den Olympischen Sommerspielen                                          | Niederlande bei den Olympischen Sommerspielen | Niederlande bei den Olympischen Sommerspielen | Niederlande bei den Olympischen Sommerspielen | Niederlande bei den Olympischen Sommerspielen | Niederlande bei den Olympischen Sommerspielen |      | Niederlande bei den Olympischen Winterspielen | Niederlande bei den Olympischen Winterspielen | Niederlande bei den Olympischen Winterspielen | Niederlande bei den Olympischen Winterspielen | Niederlande bei den Olympischen Winterspielen | Niederlande bei den Olympischen Winterspielen |
| Jahr                                                                                   | Gold                                          | Silber                                        | Bronze                                        | Gesamt                                        | Rang                                          | Jahr | Gold                                          | Silber                                        | Bronze                                        | Gesamt                                        | Rang                                          |                                               |
| 1900                                                                                   | 0                                             | 2                                             | 3                                             | 5                                             | 18                                            |      |                                               |                                               |                                               |                                               |                                               |                                               |
| 1908                                                                                   | 0                                             | 0                                             | 2                                             | 2                                             | 17                                            |      |                                               |                                               |                                               |                                               |                                               |                                               |
| 1912                                                                                   | 0                                             | 0                                             | 3                                             | 3                                             | 18                                            |      |                                               |                                               |                                               |                                               |                                               |                                               |
| 1920                                                                                   | 4                                             | 2                                             | 5                                             | 11                                            | 9                                             |      |                                               |                                               |                                               |                                               |                                               |                                               |
| 1924                                                                                   | 4                                             | 1                                             | 5                                             | 10                                            | 9                                             |      | 1924                                          | –                                             | –                                             | –                                             | –                                             | –                                             |
| 1928                                                                                   | 6                                             | 9                                             | 4                                             | 19                                            | 8                                             |      | 1928                                          | 0                                             | 0                                             | 0                                             | 0                                             |                                               |
| 1932                                                                                   | 2                                             | 5                                             | 0                                             | 7                                             | 13                                            |      | 1932                                          | –                                             | –                                             | –                                             | –                                             | –                                             |
| 1936                                                                                   | 6                                             | 4                                             | 7                                             | 17                                            | 9                                             |      | 1936                                          | 0                                             | 0                                             | 0                                             | 0                                             |                                               |
| 1948                                                                                   | 5                                             | 2                                             | 9                                             | 16                                            | 11                                            |      | 1948                                          | 0                                             | 0                                             | 0                                             | 0                                             |                                               |
| 1952                                                                                   | 0                                             | 5                                             | 0                                             | 5                                             | 29                                            |      | 1952                                          | 0                                             | 3                                             | 0                                             | 3                                             | 9                                             |
| 1956                                                                                   | 0                                             | 0                                             | 0                                             | 0                                             |                                               |      | 1956                                          | 0                                             | 0                                             | 0                                             | 0                                             |                                               |
| 1960                                                                                   | 0                                             | 1                                             | 2                                             | 3                                             | 28                                            |      | 1960                                          | 0                                             | 1                                             | 1                                             | 2                                             | 11                                            |
| 1964                                                                                   | 2                                             | 4                                             | 4                                             | 10                                            | 15                                            |      | 1964                                          | 1                                             | 1                                             | 0                                             | 2                                             | 9                                             |
| 1968                                                                                   | 3                                             | 3                                             | 1                                             | 7                                             | 17                                            |      | 1968                                          | 3                                             | 3                                             | 3                                             | 9                                             | 6                                             |
| 1972                                                                                   | 3                                             | 1                                             | 1                                             | 5                                             | 16                                            |      | 1972                                          | 4                                             | 3                                             | 2                                             | 9                                             | 4                                             |
| 1976                                                                                   | 0                                             | 2                                             | 3                                             | 5                                             | 29                                            |      | 1976                                          | 1                                             | 2                                             | 3                                             | 6                                             | 9                                             |
| 1980                                                                                   | 0                                             | 1                                             | 2                                             | 3                                             | 30                                            |      | 1980                                          | 1                                             | 2                                             | 1                                             | 4                                             | 9                                             |
| 1984                                                                                   | 5                                             | 2                                             | 6                                             | 13                                            | 13                                            |      | 1984                                          | 0                                             | 0                                             | 0                                             | 0                                             |                                               |
| 1988                                                                                   | 2                                             | 2                                             | 5                                             | 9                                             | 22                                            |      | 1988                                          | 3                                             | 2                                             | 2                                             | 7                                             | 7                                             |
| 1992                                                                                   | 2                                             | 6                                             | 7                                             | 15                                            | 20                                            |      | 1992                                          | 1                                             | 1                                             | 2                                             | 4                                             | 12                                            |
| 1996                                                                                   | 4                                             | 5                                             | 10                                            | 19                                            | 15                                            |      | 1994                                          | 0                                             | 1                                             | 3                                             | 4                                             | 18                                            |
| 2000                                                                                   | 12                                            | 9                                             | 4                                             | 25                                            | 8                                             |      | 1998                                          | 5                                             | 4                                             | 2                                             | 11                                            | 6                                             |
| 2004                                                                                   | 4                                             | 9                                             | 9                                             | 22                                            | 18                                            |      | 2002                                          | 3                                             | 5                                             | 0                                             | 8                                             | 9                                             |
| 2008                                                                                   | 7                                             | 5                                             | 4                                             | 16                                            | 12                                            |      | 2006                                          | 3                                             | 2                                             | 4                                             | 9                                             | 10                                            |
| 2012                                                                                   | 6                                             | 6                                             | 8                                             | 20                                            | 13                                            |      | 2010                                          | 4                                             | 1                                             | 3                                             | 8                                             | 10                                            |
| 2016                                                                                   | 8                                             | 7                                             | 4                                             | 19                                            | 11                                            |      | 2014                                          | 8                                             | 7                                             | 9                                             | 24                                            | 5                                             |
| 2020                                                                                   | 10                                            | 12                                            | 14                                            | 36                                            | 7                                             |      | 2018                                          | 8                                             | 6                                             | 6                                             | 20                                            | 5                                             |
| 2024                                                                                   | 15                                            | 7                                             | 12                                            | 34                                            | 6                                             |      | 2022                                          | 8                                             | 5                                             | 4                                             | 17                                            | 6                                             |
| Gesamt                                                                                 | 110                                           | 112                                           | 134                                           | 356                                           |                                               |      | Gesamt                                        | 53                                            | 49                                            | 45                                            | 147                                           |                                               |
| \| \| Gold \| Silber \| Bronze \| Gesamt \| \| Ges. S+W \| 163 \| 161 \| 179 \| 503 \| |                                               |                                               |                                               |                                               |                                               |      |                                               |                                               |                                               |                                               |                                               |                                               |
|                                                                                        | Gold                                          | Silber                                        | Bronze                                        | Gesamt                                        |                                               |      |                                               |                                               |                                               |                                               |                                               |                                               |
| Ges. S+W                                                                               | 163                                           | 161                                           | 179                                           | 503                                           |                                               |      |                                               |                                               |                                               |                                               |                                               |                                               |

## Medaillengewinner

### A
- Willemien Aardenburg, Hockey (0-0-1)
Seoul 1988: Bronze, Frauen
- Pepijn Aardewijn, Rudern (0-1-0)
Atlanta 1996: Silber, Leichtgewichts-Doppelzweier Männer
- Laura Aarts, Wasserball (0-0-1)
Paris 2024: Bronze, Frauen
- Chantal Achterberg, Rudern (0-1-1)
London 2012: Bronze, Achter Frauen
Rio de Janeiro 2016: Silber, Doppelvierer Frauen
- Carlijn Achtereekte, Eisschnelllauf (1-0-0)
Pyeongchang 2018: Gold, 3000 m Frauen
- Terrence Agard, Leichtathletik (0-1-0)
Tokio 2020: Silber, 4 × 400 m Männer
- Marilyn Agliotti, Hockey (1-0-0)
Peking 2008: Gold, Frauen
London 2012: Gold, Frauen
- Estella Agsteribbe, Turnen (1-0-0)
Amsterdam 1928: Gold, Teammehrkampf Frauen
- Felice Albers, Hockey (2-0-0)
Tokio 2020: Gold, Frauen
Paris 2024: Gold, Frauen
- Jules Ancion, Hockey (0-1-0)
Helsinki 1952: Silber, Männer
- Ramsey Angela, Leichtathletik (0-1-0)
Tokio 2020: Silber, 4 × 400 m Männer
- Jan Ankerman, Hockey (0-1-0)
Amsterdam 1928: Silber, Männer
- Tessa Appeldoorn, Rudern (0-1-0)
Sydney 2000: Silber, Achter Frauen
- Mia Audina, Badminton (0-1-0)
Athen 2004: Silber, Einzel Frauen

### B
- Sander Baart, Hockey (0-1-0)
London 2012: Silber, Männer
- Kiran Badloe, Segeln (1-0-0)
Tokio 2020: Gold, Windsurfen RS:X Männer
- Billy Bakker, Hockey (0-1-0)
London 2012: Silber, Männer
- Lars Balk, Hockey (1-0-0)
Paris 2024: Gold, Männer
- Marcel Balkestein, Hockey (0-1-0)
London 2012: Silber, Männer
- Marie Baron, Schwimmen (0-1-0)
Amsterdam 1928: Silber, 200 m Brust Frauen
- Tineke Bartels
auf „Barbria“, Reiten (0-2-0)
Barcelona 1992: Silber, Dressur Team
Atlanta 1996: Silber, Dressur Team
- Michiel Bartman, Rudern (1-2-0)
Atlanta 1996: Gold, Achter Männer
Sydney 2000: Silber, Doppelvierer Männer
Athen 2004: Silber, Achter Männer
- Reinier Beeuwkes, Fußball (0-0-1)
London 1908: Bronze, Männer
- Teun Beijnen, Rudern (1-0-0)
Paris 1924: Gold, Zweier ohne Steuermann
- Annemiek Bekkering, Segeln (0-0-1)
Tokio 2020: Bronze, 49erFX Frauen
- Wilhelmus Johannes Bekkers, Tauziehen (0-1-0)
Antwerpen 1920: Silber, Team Männer
- Claudia Belderbos, Rudern (0-0-1)
London 2012: Bronze, Achter Frauen
- Edwin Benne, Volleyball (0-1-0)
Barcelona 1992: Silber, Männer
- Carina Benninga, Hockey (1-0-1)
Los Angeles 1984: Gold, Frauen
Seoul 1988: Bronze, Frauen
- Marc Benninga, Hockey (0-0-1)
Seoul 1988: Bronze, Männer
- Jorrit Bergsma, Eisschnelllauf (2-1-1)
Sotschi 2014: Gold, 10.000 m Männer
Sotschi 2014: Bronze, 5000 m Männer
Sotschi 2014: Gold, Teamverfolgung Männer
Pyeongchang 2018: Silber, 10.000 m Männer
- Lobke Berkhout, Segeln (0-1-1)
Peking 2008: Silber, 470er Frauen
London 2012: Bronze, 470er Frauen
- Annemieke Bes, Segeln (0-1-0)
Peking 2008: Silber, Yngling
- Nicole Beukers, Rudern (0-1-0)
Rio de Janeiro 2016: Silber, Doppelvierer Frauen
- Petrus Beukers, Segeln (0-1-0)
Antwerpen 1920: Silber, 12-Fuß-Dinghy Männer
- Toos Beumer, Schwimmen (0-0-1)
Tokio 1964: Bronze, 4 × 100 m Freistil Frauen
- Arie Bieshaar, Fußball (0-0-1)
Antwerpen 1920: Bronze, Männer
- Koen Bijen, Hockey (1-0-0)
Paris 2024: Gold, Männer
- Klenie Bimolt, Schwimmen (0-1-0)
Tokio 1964: Silber, 4 × 100 m Lagen Frauen
- Pirmin Blaak, Hockey (1-0-0)
Paris 2024: Gold, Männer
- Steven Blaisse, Rudern (0-1-0)
Tokio 1964: Silber, Zweier ohne Steuermann
- Peter Blangé, Volleyball (1-1-0)
Barcelona 1992: Silber, Männer
Atlanta 1996: Gold, Männer
- Fanny Blankers-Koen, Leichtathletik (4-0-0)
London 1948: Gold, 100 m Frauen
London 1948: Gold, 200 m Frauen
London 1948: Gold, 80 m Hürden Frauen
London 1948: Gold, 4 × 100 m Frauen
- Justen Blok, Hockey (1-0-0)
Paris 2024: Gold, Männer
- Jan Blokhuijsen, Eisschnelllauf (1-1-2)
Vancouver 2010: Bronze, Teamverfolgung Männer
Sotschi 2014: Gold, Teamverfolgung Männer
Sotschi 2014: Silber, 5000 m Männer
Pyeongchang 2018: Bronze, Teamverfolgung Männer
- Alex Boegschoten, Wasserball (0-0-1)
Montreal 1976: Bronze, Männer
- Fieke Boekhorst, Hockey (1-0-0)
Los Angeles 1984: Gold, Frauen
- Margot Boer, Eisschnelllauf (0-0-2)
Sotschi 2014: Bronze, 500 m Frauen
Sotschi 2014: Bronze, 1000 m Frauen
- André Boerstra, Hockey (0-1-1)
London 1948: Bronze, Männer
Helsinki 1952: Silber, Männer
- Dirk Boest Gips, Schießen (0-0-1)
Paris 1900: Bronze, Armeerevolver Team Männer
- Femke Bol, Leichtathletik (1-1-2)
Tokio 2020: Bronze, 400 m Hürden Frauen
Paris 2024: Gold, 4 × 400 m Mixed
Paris 2024: Silber, 4 × 400 m Frauen
Paris 2024: Bronze, 400 m Hürden Frauen
- Liemarvin Bonevacia, Leichtathletik (0-1-0)
Tokio 2020: Silber, 4 × 400 m Männer
- Ellen Bontje
auf „Larius“, Reiten (0-1-0)
Barcelona 1992: Silber, Dressur Team
- Ellen Bontje
auf „Silvano“, Reiten (0-1-0)
Sydney 2000: Silber, Dressur Team
- Kristie Boogert, Tennis (0-1-0)
Sydney 2000: Silber, Doppel Frauen
- Minke Booij, Hockey (1-1-1)
Sydney 2000: Bronze, Frauen
Athen 2004: Silber, Frauen
Peking 2008: Gold, Frauen
- Ageeth Boomgaardt, Hockey (0-1-1)
Sydney 2000: Bronze, Frauen
Athen 2004: Silber, Frauen
- Benthe Boonstra, Rudern (1-0-0)
Paris 2024: Gold, Vierer ohne Steuerfrau
- Jaap Boot, Leichtathletik (0-0-1)
Paris 1924: Bronze, 4 × 100 m Männer
- Annie Borckink, Eisschnelllauf (1-0-0)
Lake Placid 1980: Gold, 1500 m Frauen
- Jan Bos, Eisschnelllauf (0-2-0)
Nagano 1998: Silber, 1000 m Männer
Salt Lake City 2002: Silber, 1000 m Männer
- Jan Justus Bos, Rudern (0-0-1)
Tokio 1964: Bronze, Zweier mit Steuermann
- Kimberley Bos, Skeleton (0-0-1)
Peking 2022: Bronze, Frauen
- Theo Bos, Radsport (0-1-0)
Athen 2004: Silber, 1000 m Sprint Männer
- Willemijn Bos, Hockey (0-1-0)
Rio de Janeiro 2016: Silber, Frauen
- Edith Bosch, Judo (0-1-2)
Athen 2004: Silber, Mittelgewicht Frauen
Peking 2008: Bronze, Mittelgewicht Frauen
London 2012: Bronze, Mittelgewicht Frauen
- Gerard Bosch van Drakestein, Radsport (0-1-1)
Paris 1924: Bronze, Tandem Männer
Amsterdam 1928: Silber, 1000 m Zeitfahren Männer
- Leo Bosschart, Fußball (0-0-1)
Antwerpen 1920: Bronze, Männer
- Ron Boudrie, Volleyball (0-1-0)
Barcelona 1992: Silber, Männer
- Cornelia Bouman, Tennis (0-0-1)
Paris 1924: Bronze, Mixed
- Piet Bouman, Fußball (0-0-1)
Stockholm 1912: Bronze, Männer
- Joop Boutmy, Fußball (0-0-1)
Stockholm 1912: Bronze, Männer
- Nicolaas Bouvy, Fußball (0-0-1)
Stockholm 1912: Bronze, Männer
- Carline Bouw, Rudern (0-1-1)
London 2012: Bronze, Achter Frauen
Rio de Janeiro 2016: Silber, Doppelvierer Frauen
- Antonius Bouwens, Schießen (0-0-1)
Paris 1900: Bronze, Armeerevolver Team Männer
- Henk Bouwman, Hockey (0-0-1)
London 1948: Bronze, Männer
- Marit Bouwmeester, Segeln (2-1-1)
London 2012: Silber, Laser Frauen
Rio de Janeiro 2016: Gold, Laser Frauen
Tokio 2020: Bronze, Laser Radial Frauen
Paris 2024: Gold, Laser Radial Frauen
- Floris Jan Bovelander, Hockey (1-0-1)
Seoul 1988: Bronze, Männer
Atlanta 1996: Gold, Männer
- Cor Braasem, Wasserball (0-0-1)
London 1948: Bronze, Männer
- Jan Brand, Hockey (0-1-0)
Amsterdam 1928: Silber, Männer
- François Brandt, Rudern (0-0-1)
Paris 1900: Bronze, Achter Männer
- Janus Braspennincx, Radsport (0-1-0)
Amsterdam 1928: Silber, 4000 m Teamverfolgung Männer
- Shanne Braspennincx, Radsport (1-0-0)
Tokio 2020: Gold, Keirin Frauen
- Marie Braun, Schwimmen (1-1-0)
Amsterdam 1928: Silber, 400 m Freistil Frauen
Amsterdam 1928: Gold, 100 m Rücken Frauen
- Bart Brentjens, Radsport (1-0-1)
Atlanta 1996: Gold, Mountainbike Männer
Athen 2004: Bronze, Mountainbike Männer
- Karin Brienesse, Schwimmen (0-1-0)
Seoul 1988: Silber, 4 × 100 m Freistil Frauen
- Enith Brigitha, Schwimmen (0-0-2)
Montreal 1976: Bronze, 100 m Freistil Frauen
Montreal 1976: Bronze, 200 m Freistil Frauen
- Jacques Brinkman, Hockey (2-0-1)
Seoul 1988: Bronze, Männer
Atlanta 1996: Gold, Männer
Sydney 2000: Gold, Männer
- Thierry Brinkman, Hockey (1-0-0)
Paris 2024: Gold, Männer
- Hermanus Brockmann, Rudern (0-1-1)
Paris 1900: Silber, Vierer mit Steuermann
Paris 1900: Bronze, Achter Männer
- Cornelis Broekman, Eisschnelllauf (0-2-0)
Oslo 1952: Silber, 5000 m Männer
Oslo 1952: Silber, 10.000 m Männer
- Stef Broenink, Rudern (0-2-0)
Tokio 2020: Silber, Doppelzweier Männer
Paris 2024: Silber, Doppelzweier Männer
- Piet Bromberg, Hockey (0-0-1)
London 1948: Bronze, Männer
- Harry Broos, Leichtathletik (0-0-1)
Paris 1924: Bronze, 4 × 100 m Männer
- Alexander Brouwer, Beachvolleyball (0-0-1)
Rio de Janeiro 2016: Bronze, Männer
- Bertha Brouwer, Leichtathletik (0-1-0)
Helsinki 1952: Silber, 200 m Frauen
- Matthijs Brouwer, Hockey (0-1-0)
Athen 2004: Silber, Männer
- Ronald Brouwer, Hockey (0-1-0)
Athen 2004: Silber, Männer
- Matthijs Büchli, Radsport (1-1-0)
Rio de Janeiro 2016: Silber, Keirin Männer
Tokio 2020: Gold, Teamsprint Männer
- Sarah Buis, Wasserball (0-0-1)
Paris 2024: Bronze, Frauen
- Johan Burk, Rudern (0-0-1)
London 1908: Bronze, Vierer mit Steuermann
- Evert Jan Bulder, Fußball (0-0-1)
Antwerpen 1920: Bronze, Männer
- Jaap Bulder, Fußball (0-0-1)
Antwerpen 1920: Bronze, Männer
- Jaap-Derk Buma, Hockey (1-0-0)
Sydney 2000: Gold, Männer
- Joosje Burg, Hockey (1-0-0)
Paris 2024: Gold, Frauen
- Yvonne Buter, Hockey (0-0-1)
Seoul 1988: Bronze, Frauen
- Ton Buunk, Wasserball (0-0-1)
Montreal 1976: Bronze, Männer

### C
- Mieke Cabout, Wasserball (1-0-0)
Peking 2008: Gold, Frauen
- Bernard Carp, Segeln (1-0-0)
Antwerpen 1920: Gold, 6,5-Meter-Klasse Männer
- Joop Carp, Segeln (1-0-1)
Antwerpen 1920: Gold, 6,5-Meter-Klasse Männer
Paris 1924: Bronze, 6m Klasse Männer
- Abraham Charité, Gewichtheben (0-0-1)
London 1948: Bronze, Schwergewicht Männer
- Chun Wei Cheung, Rudern (0-1-0)
Athen 2004: Silber, Achter Männer
- Ymkje Clevering, Rudern (1-1-0)
Tokio 2020: Silber, Vierer ohne Steuerfrau
Paris 2024: Gold, Zweier ohne Steuerfrau
- Antonius Colenbrander
auf „King of Hearts“, Reiten (1-0-0)
Paris 1924: Gold, Vielseitigkeit Team
- Caspar Corbeau, Schwimmen (0-0-1)
Paris 2024: Bronze, 200 m Brust Männer
- Henk Cornelisse, Radsport (0-0-1)
Tokio 1964: Bronze, Teamverfolgung Männer
- Adelinde Cornelissen
Parzival, Reiten (0-2-0)
London 2012: Silber, Dressur Team
London 2012: Silber, Dressur Einzel
- Lynda Cornet, Rudern (0-0-1)
Los Angeles 1984: Bronze, Achter Frauen
- Annemarie Cox, Kanu (0-0-1)
Seoul 1988: Bronze, Zweier-Kajak 500 m Frauen
- Bernardus Croon, Rudern (0-0-1)
London 1908: Bronze, Vierer mit Steuermann
- Jorrit Croon, Hockey (1-0-0)
Paris 2024: Gold, Männer
- Maurits Crucq, Hockey (1-0-1)
Seoul 1988: Bronze, Männer
Atlanta 1996: Gold, Männer

### D
- Det de Beus, Hockey (1-0-1)
Los Angeles 1984: Gold, Frauen
Seoul 1988: Bronze, Frauen
- Merel de Blaey, Hockey (1-0-0)
London 2012: Gold, Frauen
- Lieuwe de Boer, Eisschnelllauf (0-0-1)
Lake Placid 1980: Bronze, 500 m Männer
- Bregje de Brouwer, Synchronschwimmen (0-0-1)
Paris 2024: Bronze, Duett
- Noortje de Brouwer, Synchronschwimmen (0-0-1)
Paris 2024: Bronze, Duett
- Piet de Brouwer, Bogenschießen (1-0-0)
Antwerpen 1920: Gold, Bewegliches Vogelziel, 28 m, Team Männer
- Chantal de Bruijn, Hockey (0-1-0)
Athen 2004: Silber, Frauen
- Daniëlle de Bruijn, Wasserball (1-0-0)
Peking 2008: Gold, Frauen
- Inge de Bruijn, Schwimmen (4-2-2)
Sydney 2000: Gold, 50 m Freistil Frauen
Sydney 2000: Gold, 100 m Freistil Frauen
Sydney 2000: Gold, 100 m Schmetterling Frauen
Sydney 2000: Silber, 4 × 100 m Freistil Frauen
Athen 2004: Gold, 50 m Freistil Frauen
Athen 2004: Silber, 100 m Freistil Frauen
Athen 2004: Bronze, 100 m Schmetterling Frauen
Athen 2004: Bronze, 4 × 100 m Freistil Frauen
- Jan de Bruine
auf „Trixie“, Reiten (0-1-0)
Berlin 1936: Silber, Springreiten Team
- Frans de Bruyn Kops, Fußball (0-0-1)
London 1908: Bronze, Männer
- Jonas de Geus, Hockey (1-0-0)
Paris 2024: Gold, Männer
- Eva de Goede, Hockey (3-1-0)
Peking 2008: Gold, Frauen
London 2012: Gold, Frauen
Rio de Janeiro 2016: Silber, Frauen
Tokio 2020: Gold, Frauen
- Sander de Graaf, Rudern (0-1-0)
Paris 2024: Silber, Achter Männer
- Huug de Groot, Fußball (0-0-1)
Stockholm 1912: Bronze, Männer
- Sytske de Groot, Rudern (0-0-1)
London 2012: Bronze, Achter Frauen
- Annemiek de Haan, Rudern (0-1-2)
Athen 2004: Bronze, Achter Frauen
Peking 2008: Silber, Achter Frauen
London 2012: Bronze, Achter Frauen
- Stella de Heij, Hockey (0-0-1)
Atlanta 1996: Bronze, Frauen
- Julie Deiters, Hockey (0-0-1)
Sydney 2000: Bronze, Frauen
- Antoinette de Jong, Eisschnelllauf (0-1-3)
Pyeongchang 2018: Bronze, 3000 m Frauen
Pyeongchang 2018: Silber, Teamverfolgung Frauen
Peking 2022: Bronze, 1500 m Frauen
Peking 2022: Bronze, Teamverfolgung Frauen
- Arie de Jong, Fechten (0-0-5)
Stockholm 1912: Bronze, Degen Team Männer
Stockholm 1912: Bronze, Säbel Team Männer
Antwerpen 1920: Bronze, Säbel Einzel Männer
Antwerpen 1920: Bronze, Säbel Team Männer
Paris 1924: Bronze, Säbel Team Männer
- Bob de Jong, Eisschnelllauf (1-1-2)
Nagano 1998: Silber, 10.000 m Männer
Turin 2006: Gold, 10.000 m Männer
Vancouver 2010: Bronze, 10.000 m Männer
Sotschi 2014: Bronze, 10.000 m Männer
- Koos de Jong, Segeln (0-0-1)
London 1948: Bronze, Firefly
- Reggie de Jong, Schwimmen (0-0-1)
Moskau 1980: Bronze, 4 × 100 m Freistil Frauen
- Roos de Jong, Rudern (0-1-1)
Tokio 2020: Bronze, Doppelzweier Frauen
Paris 2024: Silber, Doppelvierer Frauen
- Worthy de Jong, Basketball (1-0-0)
Paris 2024: Gold, 3×3 Männer
- Xenia Stad-de Jong, Leichtathletik (1-0-0)
London 1948: Gold, 4 × 100 m Frauen
- Erik Dekker, Radsport (0-1-0)
Barcelona 1992: Silber, Straßenrennen Männer
- Femke Dekker, Rudern (0-1-0)
Peking 2008: Silber, Achter Frauen
- Inge Dekker, Schwimmen (1-1-1)
Athen 2004: Bronze, 4 × 100 m Freistil Frauen
Peking 2008: Gold, 4 × 100 m Freistil Frauen
London 2012: Silber, 4 × 100 m Freistil Frauen
- Hurnet Dekkers, Rudern (0-0-1)
Athen 2004: Bronze, Achter Frauen
- Irene de Kok, Judo (0-0-1)
Barcelona 1992: Bronze, Halbschwergewicht Frauen
- Marcelien de Koning, Segeln (0-1-0)
Peking 2008: Silber, 470er Frauen
- Bok de Korver, Fußball (0-0-2)
London 1908: Bronze, Männer
Stockholm 1912: Bronze, Männer
- Gerard de Kruijff
auf „Addio“, Reiten (2-1-0)
Paris 1924: Gold, Vielseitigkeit Team
Amsterdam 1928: Gold, Vielseitigkeit Team
Amsterdam 1928: Silber, Vielseitigkeit Einzel
- Louis Delaunoij, Fechten (0-0-1)
Antwerpen 1920: Bronze, Säbel Team Männer
- Dianne de Leeuw, Eiskunstlauf (0-1-0)
Innsbruck 1976: Silber, Frauen
- Elka de Levie, Turnen (1-0-0)
Amsterdam 1928: Gold, Teammehrkampf Frauen
- Orhan Delibaş, Boxen (0-1-0)
Barcelona 1992: Silber, Halbmittelgewicht Männer
- Marc Delissen, Hockey (1-0-1)
Seoul 1988: Bronze, Männer
Atlanta 1996: Gold, Männer
- Jeroen Delmee, Hockey (2-1-0)
Atlanta 1996: Gold, Männer
Sydney 2000: Gold, Männer
Athen 2004: Silber, Männer
- Henk de Looper, Hockey (0-0-1)
Berlin 1936: Bronze, Männer
- Jan de Looper, Hockey (0-0-1)
Berlin 1936: Bronze, Männer
- Charles Pahud de Mortanges
auf „Johnny Walker“, Reiten (4-1-0)
Paris 1924: Gold, Vielseitigkeit Team
Amsterdam 1928: Gold, Vielseitigkeit Team
Amsterdam 1928: Gold, Vielseitigkeit Einzel
- Joep de Mol, Hockey (1-0-0)
Paris 2024: Gold, Männer
Los Angeles 1932: Gold, Vielseitigkeit Einzel
Los Angeles 1932: Silber, Vielseitigkeit Team
- Jan de Natris, Fußball (0-0-1)
Antwerpen 1920: Bronze, Männer
- Fedor den Hertog, Radsport (1-0-0)
Mexiko-Stadt 1968: Gold, Teamzeitfahren Männer
- Harry Dénis, Fußball (0-0-1)
Antwerpen 1920: Bronze, Männer
- Teun de Nooijer, Hockey (2-2-0)
Atlanta 1996: Gold, Männer
Sydney 2000: Gold, Männer
Athen 2004: Silber, Männer
London 2012: Silber, Männer
- Meike de Nooy, Wasserball (1-0-0)
Peking 2008: Gold, Frauen
- Willemijntje den Ouden, Schwimmen (1-2-0)
Los Angeles 1932: Silber, 100 m Freistil Frauen
Los Angeles 1932: Silber, 4 × 100 m Freistil Frauen
Berlin 1936: Gold, 4 × 100 m Freistil Frauen
- Annemiek Derckx, Kanu (0-0-2)
Los Angeles 1984: Bronze, Einer-Kajak 500 m Frauen
Seoul 1988: Bronze, Zweier-Kajak 500 m Frauen
- Harry Derckx, Hockey (0-1-1)
London 1948: Bronze, Männer
Helsinki 1952: Silber, Männer
- Geert-Jan Derikx, Hockey (0-1-0)
Athen 2004: Silber, Männer
- Rob Derikx, Hockey (0-1-0)
Athen 2004: Silber, Männer
- Geert-Jan Derksen, Rudern (0-1-0)
Athen 2004: Silber, Achter Männer
- Lisanne de Roever, Hockey (1-1-0)
Athen 2004: Silber, Frauen
Peking 2008: Gold, Frauen
- Aat de Roos, Hockey (0-0-1)
Berlin 1936: Bronze, Männer
- Jolanda de Rover, Schwimmen (1-0-1)
Los Angeles 1984: Bronze, 100 m Rücken Frauen
Los Angeles 1984: Gold, 200 m Rücken Frauen
- Wietske de Ruiter, Hockey (0-0-1)
Atlanta 1996: Bronze, Frauen
- Derck de Vilder, Hockey (1-0-0)
Paris 2024: Gold, Männer
- Bob de Voogd, Hockey (0-1-0)
London 2012: Silber, Männer
- Frans de Vreng, Radsport (0-0-1)
Antwerpen 1920: Bronze, Tandem Männer
- Dorien de Vries, Segeln (0-0-1)
Barcelona 1992: Bronze, Windsurfen Frauen
- Jan de Vries, Leichtathletik (0-0-1)
Paris 1924: Bronze, 4 × 100 m Männer
- Willem de Vries Lentsch, Segeln (0-0-1)
Berlin 1936: Bronze, Star
- Gerard de Vries Lentsch, Segeln (0-1-0)
Amsterdam 1928: Silber, 8m Klasse Männer
- Rein de Waal, Hockey (0-1-0)
Amsterdam 1928: Silber, Männer
Berlin 1936: Bronze, Männer
- Xan de Waard, Hockey (2-1-0)
Rio de Janeiro 2016: Silber, Frauen
Tokio 2020: Gold, Frauen
Paris 2024: Gold, Frauen
- Sander de Wijn, Hockey (0-1-0)
London 2012: Silber, Männer
- Maarten de Wit, Segeln (0-1-0)
Amsterdam 1928: Silber, 8m Klasse Männer
- Lisanne de Witte, Leichtathletik (0-1-0)
Paris 2024: Silber, 4 × 400 m Frauen
- Nico de Wolf, Fußball (0-0-1)
Stockholm 1912: Bronze, Männer
- Piet de Zwarte, Wasserball (0-0-1)
Montreal 1976: Bronze, Männer
- Pien Dicke, Hockey (1-0-0)
Paris 2024: Gold, Frauen
- Cees Jan Diepeveen, Hockey (0-0-1)
Seoul 1988: Bronze, Männer
- Sjoukje Dijkstra, Eiskunstlauf (1-1-0)
Squaw Valley 1960: Silber, Frauen
Innsbruck 1964: Gold, Frauen
- Wieke Dijkstra, Hockey (1-0-0)
Peking 2008: Gold, Frauen
- Carlien Dirkse van den Heuvel, Hockey (0-1-0)
Rio de Janeiro 2016: Silber, Frauen
- Jochem Dobber, Leichtathletik (0-1-0)
Tokio 2020: Silber, 4 × 400 m Männer
- Lambertus Doedes, Segeln (0-1-0)
Amsterdam 1928: Silber, 8m Klasse Männer
- Evert Dolman, Radsport (1-0-0)
Tokio 1964: Gold, Teamzeitfahren Männer
- Mijntje Donners, Hockey (0-1-2)
Atlanta 1996: Bronze, Frauen
Sydney 2000: Bronze, Frauen
Athen 2004: Silber, Frauen
- Jetze Doorman, Fechten (0-0-4)
Stockholm 1912: Bronze, Degen Team Männer
Stockholm 1912: Bronze, Säbel Mannschaft Männer
Antwerpen 1920: Bronze, Säbel Team Männer
Paris 1924: Bronze, Säbel Team Männer
- Hermijntje Drenth, Rudern (1-0-0)
Paris 2024: Gold, Vierer ohne Steuerfrau
- Jan Driessen, Basketball (1-0-0)
Paris 2024: Gold, 3×3 Männer
- Han Drijver, Hockey (0-1-1)
London 1948: Bronze, Männer
Helsinki 1952: Silber, Männer
- Henricus Droog, Rudern (0-1-0)
Mexiko-Stadt 1968: Silber, Doppelzweier Männer
- Johannes Drost, Schwimmen (0-0-1)
Paris 1900: Bronze, 200 m Rücken Männer
- Jeroen Dubbeldam
auf „Sjiem“, Reiten (1-0-0)
Sydney 2000: Gold, Springreiten Einzel
- Annette Duetz, Segeln (1-0-1)
Tokio 2020: Bronze, 49erFX Frauen
Paris 2024: Gold, 49erFX Frauen
- Tessa Dullemans, Rudern (0-1-0)
Paris 2024: Silber, Doppelvierer Frauen
- Tom Dumoulin, Radsport (0-2-0)
Rio de Janeiro 2016: Silber, Einzelzeitfahren Männer
Tokio 2020: Silber, Einzelzeitfahren Männer
- Emile Duson, Hockey (0-1-0)
Amsterdam 1928: Silber, Männer
- Jeroen Duyster, Rudern (1-0-0)
Atlanta 1996: Gold, Achter Männer
- Willemijn Duyster, Hockey (0-0-1)
Atlanta 1996: Bronze, Frauen

### E
- Gerritjan Eggenkamp, Rudern (0-1-0)
Athen 2004: Silber, Achter Männer
- Irene Eijs, Rudern (0-0-1)
Atlanta 1996: Bronze, Doppelzweier Frauen
- Marjolein Eijsvogel, Hockey (1-0-1)
Los Angeles 1984: Gold, Frauen
Seoul 1988: Bronze, Frauen
- Marten Eikelboom, Hockey (1-1-0)
Sydney 2000: Gold, Männer
Athen 2004: Silber, Männer
- Dick Esser, Hockey (0-1-1)
London 1948: Bronze, Männer
Helsinki 1952: Silber, Männer
- Floris Evers, Hockey (0-2-0)
Athen 2004: Silber, Männer
London 2012: Silber, Männer

### F
- Patrick Faber, Hockey (0-0-1)
Seoul 1988: Bronze, Männer
- Constant Feith, Fußball (0-0-1)
Stockholm 1912: Bronze, Männer
- Dieuwke Fetter, Rudern (0-1-0)
Paris 2024: Silber, Achter Männer
- Finn Florijn, Rudern (1-0-0)
Paris 2024: Gold, Doppelvierer Männer
- Karolien Florijn, Rudern (1-1-0)
Tokio 2020: Silber, Vierer ohne Steuerfrau
Paris 2024: Gold, Einer Frauen
- Ronald Florijn, Rudern (2-0-0)
Seoul 1988: Gold, Doppelzweier Männer
Atlanta 1996: Gold, Achter Männer
- Annemieke Fokke, Hockey (0-0-1)
Seoul 1988: Bronze, Frauen
- Luna Fokke, Hockey (1-0-0)
Paris 2024: Gold, Frauen
- Nouchka Fontijn, Boxen (0-1-1)
Rio de Janeiro 2016: Silber, Mittelgewicht Frauen
Tokio 2020: Bronze, Mittelgewicht Frauen
- Gé Fortgens, Fußball (0-0-1)
Stockholm 1912: Bronze, Männer

### G
- Jan-Willem Gabriëls, Rudern (0-1-0)
Athen 2004: Silber, Achter Männer
- Edward Gal
Undercover, Reiten (0-1-0)
London 2012: Silber, Dressur Team
- Jenny Gal, Judo (0-0-1)
Atlanta 1996: Bronze, Halbmittelgewicht Frauen
- Isaya Klein Ikkink, Leichtathletik (1-0-0)
Paris 2024: Gold, 4 × 400 m Mixed
- Leo Klein Gebbink, Hockey (1-0-0)
Atlanta 1996: Gold, Männer
- Piet-Hein Geeris, Hockey (1-0-0)
Sydney 2000: Gold, Männer
- Anton Geesink, Judo (1-0-0)
Tokio 1964: Gold, Offene Klasse Männer
- Carolina Geijssen, Eisschnelllauf (1-1-0)
Grenoble 1968: Gold, 1000 m Frauen
Grenoble 1968: Silber, 1500 m Frauen
- Annette Gerritsen, Eisschnelllauf (0-1-0)
Vancouver 2010: Silber, 1000 m Frauen
- Antonius Geurts, Kanu (0-1-0)
Tokio 1964: Silber, Zweier-Kajak 1000 m Männer
- Lien Gisolf, Leichtathletik (0-1-0)
Amsterdam 1928: Silber, Hochsprung Frauen
- Just Göbel, Fußball (0-0-1)
Stockholm 1912: Bronze, Männer
- Maartje Goderie, Hockey (2-0-0)
Peking 2008: Gold, Frauen
London 2012: Gold, Frauen
- Maria Gommers, Leichtathletik (0-0-1)
Mexiko-Stadt 1968: Bronze, 800 m Frauen
- Guido Görtzen, Volleyball (1-0-0)
Atlanta 1996: Gold, Männer
- Rob Grabert, Volleyball (1-0-0)
Atlanta 1996: Gold, Männer
- Deborah Gravenstijn, Judo (0-1-1)
Athen 2004: Bronze, Leichtgewicht Frauen
Peking 2008: Silber, Leichtgewicht Frauen
- Johan Greter
auf „Ernica“, Reiten (0-1-0)
Berlin 1936: Silber, Springreiten Team
- Marijke Groenewoud, Eisschnelllauf (0-0-1)
Peking 2022: Bronze, Teamverfolgung Frauen
- Renate Groenewold, Eisschnelllauf (0-2-0)
Salt Lake City 2002: Silber, 3000 m Frauen
Turin 2006: Silber, 3000 m Frauen
- Henk Grol, Judo (0-0-2)
Peking 2008: Bronze, Halbschwergewicht Männer
London 2012: Bronze, Halbschwergewicht Männer
- Ber Groosjohan, Fußball (0-0-1)
Antwerpen 1920: Bronze, Männer
- Chantal Groot, Schwimmen (0-1-1)
Sydney 2000: Silber, 4 × 100 m Freistil Frauen
Athen 2004: Bronze, 4 × 100 m Freistil Frauen
- Stefan Groothuis, Eisschnelllauf (1-0-0)
Sotschi 2014: Gold, 1000 m Männer
- Anthonij Guépin, Segeln (0-0-1)
Paris 1924: Bronze, 6m Klasse Männer
- Rianne Guichelaar, Wasserball (1-0-0)
Peking 2008: Gold, Frauen
- Pieter Gunning, Hockey (0-0-1)
Berlin 1936: Bronze, Männer

### H
- Biurakn Hakhverdian, Wasserball (1-0-0)
Peking 2008: Gold, Frauen
- C. J. J. Hardebeck, Hockey (0-1-0)
Amsterdam 1928: Silber, Männer
- Ingrid Haringa, Radsport (0-1-2)
Barcelona 1992: Bronze, Sprint Frauen
Atlanta 1996: Bronze, Sprint Frauen
Atlanta 1996: Silber, Punktefahren Frauen
- Erik Hartsuiker, Rudern (0-0-1)
Tokio 1964: Bronze, Zweier mit Steuermann
- Sifan Hassan, Leichtathletik (3-0-3)
Tokio 2020: Gold, 5000 m Frauen
Tokio 2020: Gold, 10.000 m Frauen
Tokio 2020: Bronze, 1500 m Frauen
Paris 2024: Gold, Marathon Frauen
Paris 2024: Bronze, 5000 m Frauen
Paris 2024: Bronze, 10.000 m Frauen
- Maaike Head, Rudern (1-0-0)
Rio de Janeiro 2016: Gold, Leichtgewichts-Doppelzweier Frauen
- Femke Heemskerk, Schwimmen (1-1-0)
Peking 2008: Gold, 4 × 100 m Freistil Frauen
London 2012: Silber, 4 × 100 m Freistil Frauen
- Marianne Heemskerk, Schwimmen (0-1-0)
Rom 1960: Silber, 100 m Schmetterling Frauen
- Carl Erik Heijbroek, Hockey (0-0-1)
Berlin 1936: Bronze, Männer
- Karel Heijting, Fußball (0-0-1)
London 1908: Bronze, Männer
- Roy Heiner, Segeln (0-0-1)
Atlanta 1996: Bronze, Finn Dinghy
- Henk Jan Held, Volleyball (1-1-0)
Barcelona 1992: Silber, Männer
Atlanta 1996: Gold, Männer
- Greet Hellemans, Rudern (0-1-1)
Los Angeles 1984: Silber, Doppelzweier Frauen
Los Angeles 1984: Bronze, Achter Frauen
- Nicolette Hellemans, Rudern (0-1-1)
Los Angeles 1984: Silber, Doppelzweier Frauen
Los Angeles 1984: Bronze, Achter Frauen
- Johannes Hengeveld, Tauziehen (0-1-0)
Antwerpen 1920: Silber, Team Männer
- Irene Hendriks, Hockey (1-0-0)
Los Angeles 1984: Gold, Frauen
- Kaj Hendriks, Rudern (0-0-1)
Rio de Janeiro 2016: Bronze, Achter Männer
- Thamar Henneken, Schwimmen (0-1-0)
Sydney 2000: Silber, 4 × 100 m Freistil Frauen
- Coenraad Hiebendaal, Rudern (0-1-0)
Paris 1900: Silber, Vierer mit Steuermann
- Elsemieke Hillen, Hockey (1-0-0)
Los Angeles 1984: Gold, Frauen
- Cornelis Hin, Segeln (1-0-0)
Antwerpen 1920: Gold, 12-Fuß-Dinghy Männer
- Frans Hin, Segeln (1-0-0)
Antwerpen 1920: Gold, 12-Fuß-Dinghy Männer
- Johan Hin, Segeln (1-0-0)
Antwerpen 1920: Gold, 12-Fuß-Dinghy Männer
- Hermannus Höfte, Rudern (0-0-1)
London 1908: Bronze, Vierer mit Steuermann
- Tjep Hoedemakers, Hockey (1-0-0)
Paris 2024: Gold, Männer
- Paul Hoekstra, Kanu (0-1-0)
Tokio 1964: Silber, Zweier-Kajak 1000 m Männer
- Andy Hoepelman, Wasserball (0-0-1)
Montreal 1976: Bronze, Männer
- Rogier Hofman, Hockey (0-1-0)
London 2012: Silber, Männer
- Elisabeth Hogerwerf, Rudern (0-1-0)
Tokio 2020: Silber, Vierer ohne Steuerfrau
- Noor Holsboer, Hockey (0-0-2)
Seoul 1988: Bronze, Frauen
Atlanta 1996: Bronze, Frauen
- Nienke Hommes, Rudern (0-0-1)
Athen 2004: Bronze, Achter Frauen
- Ellen Hoog, Hockey (2-1-0)
Peking 2008: Gold, Frauen
London 2012: Gold, Frauen
Rio de Janeiro 2016: Silber, Frauen
- Jeffrey Hoogland, Radsport (2-1-0)
Tokio 2020: Gold, Teamsprint Männer
Tokio 2020: Silber, Sprint Männer
Paris 2024: Gold, Teamsprint Männer
- Chris Hooijkaas, Segeln (0-1-0)
London 1900: Silber, 3 bis 10 Tonnen
- Ruben Houkes, Judo (0-0-1)
Peking 2008: Bronze, Superleichtgewicht Männer
- Marc Houtzager
Tamino, Reiten (0-1-0)
London 2012: Silber, Springreiten Team
- T. F. Hubrecht, Hockey (0-1-0)
Amsterdam 1928: Silber, Männer
- Mark Huizinga, Judo (1-0-2)
Atlanta 1996: Bronze, Mittelgewicht Männer
Sydney 2000: Gold, Mittelgewicht Männer
Athen 2004: Bronze, Mittelgewicht Männer

### I
- Piet Ikelaar, Radsport (0-0-2)
Antwerpen 1920: Bronze, 50 km Männer
Antwerpen 1920: Bronze, Tandem Männer
- Hendrik de Iongh, Fechten (0-0-1)
Stockholm 1912: Bronze, Säbel Team Männer

### J
- Mieke Jaapies, Kanu (0-1-0)
München 1972: Silber, Einer-Kajak 500 m Frauen
- Gerrit Jannink, Hockey (0-1-0)
Amsterdam 1928: Silber, Männer
- Jan Jansen, Radsport (0-1-0)
Mexiko-Stadt 1968: Silber, Tandem Männer
- Jip Janssen, Hockey (1-0-0)
Paris 2024: Gold, Männer
- Ronald Jansen, Hockey (2-0-1)
Seoul 1988: Bronze, Männer
Atlanta 1996: Gold, Männer
Sydney 2000: Gold, Männer
- Yibbi Jansen, Hockey (1-0-0)
Paris 2024: Gold, Frauen
- Sijtse Jansma, Tauziehen (0-1-0)
Antwerpen 1920: Silber, Team Männer
- Henk Janssen, Tauziehen (0-1-0)
Antwerpen 1920: Silber, Team Männer
- Inge Janssen, Rudern (0-1-0)
Rio de Janeiro 2016: Silber, Doppelvierer Frauen
- Erik Jazet, Hockey (2-1-0)
Atlanta 1996: Gold, Männer
Sydney 2000: Gold, Männer
Athen 2004: Silber, Männer
- Marleen Jochems, Hockey (1-0-0)
Paris 2024: Gold, Frauen
- Wouter Jolie, Hockey (0-1-0)
London 2012: Silber, Männer
- Kelly Jonker, Hockey (1-1-0)
London 2012: Gold, Frauen
Rio de Janeiro 2016: Silber, Frauen
- Kitty Lynn Joustra, Wasserball (0-0-1)
Paris 2024: Bronze, Frauen

### K
- Daan Kagchelland, Segeln (1-0-0)
Berlin 1936: Gold, O-Jolle Männer
- Christina Kaiser, Eisschnelllauf (1-1-2)
Grenoble 1968: Bronze, 1500 m Frauen
Grenoble 1968: Bronze, 3000 m Frauen
Sapporo 1972: Silber, 1500 m Frauen
Sapporo 1972: Gold, 3000 m Frauen
- Arno Kamminga, Schwimmen (0-2-0)
Tokio 2020: Silber, 100 m Brust Männer
Tokio 2020: Silber, 200 m Brust Männer
- Sylvia Karres, Hockey (0-1-0)
Athen 2004: Silber, Frauen
- Gerben Karstens, Radsport (1-0-0)
Tokio 1964: Gold, Teamzeitfahren Männer
- Adriaan Katte, Hockey (0-1-0)
Amsterdam 1928: Silber, Männer
- Hennie Keetelaar, Wasserball (0-0-1)
London 1948: Bronze, Männer
- Marloes Keetels, Hockey (1-1-0)
Rio de Janeiro 2016: Silber, Frauen
Tokio 2020: Gold, Frauen
- Marieke Keijser, Rudern (0-0-1)
Tokio 2020: Bronze, Leichtgewichts-Doppelzweier Frauen
- Gerard Kemkers, Eisschnelllauf (0-0-1)
Calgary 1988: Bronze, 5000 m Männer
- Robbert Kemperman, Hockey (0-1-0)
London 2012: Silber, Männer
- Johan Kenkhuis, Schwimmen (0-1-1)
Sydney 2000: Bronze, 4 × 200 m Freistil Männer
Athen 2004: Silber, 4 × 100 m Freistil Männer
- Hendrik Kersken, Segeln (0-1-0)
Amsterdam 1928: Silber, 8m Klasse Männer
- Atje Keulen-Deelstra, Eisschnelllauf (0-1-2)
Sapporo 1972: Silber, 1000 m Frauen
Sapporo 1972: Bronze, 1500 m Frauen
Sapporo 1972: Bronze, 3000 m Frauen
- Maartje Keuning, Wasserball (0-0-1)
Paris 2024: Bronze, Frauen
- Niek Kimmann, Radsport (1-0-0)
Tokio 2020: Gold, BMX-Rennen Männer
- Nienke Kingma, Rudern (0-1-1)
Peking 2008: Silber, Achter Frauen
London 2012: Bronze, Achter Frauen
- René Klaassen, Hockey (0-0-1)
Seoul 1988: Bronze, Männer
- Karel Klaver, Hockey (0-1-0)
Athen 2004: Silber, Männer
- Lieke Klaver, Leichtathletik (1-1-0)
Paris 2024: Gold, 4 × 400 m Mixed
Paris 2024: Silber, 4 × 400 m Frauen
- Carien Kleibeuker, Eisschnelllauf (0-0-1)
Sotschi 2014: Bronze, 5000 m Frauen
- Noeki Klein, Wasserball (1-0-0)
Peking 2008: Gold, Frauen
- Roelof Klein, Rudern (0-0-1)
Paris 1900: Bronze, Achter Männer
- Piet Kleine, Eisschnelllauf (1-2-0)
Innsbruck 1976: Silber, 5000 m Männer
Innsbruck 1976: Gold, 10.000 m Männer
Lake Placid 1980: Silber, 10.000 m Männer
- Marko Klok, Volleyball (0-1-0)
Barcelona 1992: Silber, Männer
- Marius Klumperbeek, Rudern (0-0-1)
Tokio 1964: Bronze, Vierer mit Steuermann
- Ruben Knab, Rudern (0-1-0)
Paris 2024: Silber, Achter Männer
- Sjinkie Knegt, Shorttrack (0-1-1)
Sotschi 2014: Bronze, 1000 m Männer
Pyeongchang 2018: Silber, 1500 m Männer
- Monique Knol, Radsport (1-1-0)
Seoul 1988: Gold, Straßenrennen Frauen
Barcelona 1992: Silber, Straßenrennen Frauen
- Gerard Koel, Radsport (0-0-1)
Tokio 1964: Bronze, Teamverfolgung Männer
- Ada Kok, Schwimmen (1-2-0)
Tokio 1964: Silber, 100 m Schmetterling Frauen
Tokio 1964: Silber, 4 × 100 m Lagen Frauen
Mexiko-Stadt 1968: Gold, 200 m Schmetterling Frauen
- Jan Kok, Fußball (0-0-1)
London 1908: Bronze, Männer
- Josine Koning, Hockey (1-0-0)
Tokio 2020: Gold, Frauen
- Hendrik Jan Kooijman, Hockey (0-0-1)
Seoul 1988: Bronze, Männer
- Nicole Koolen, Hockey (0-0-1)
Atlanta 1996: Bronze, Frauen
- Sanne Koolen, Hockey (2-0-0)
Tokio 2020: Gold, Frauen
Paris 2024: Gold, Frauen
- Simone Koot, Wasserball (1-0-0)
Peking 2008: Gold, Frauen
- August Kop, Hockey (0-1-0)
Amsterdam 1928: Silber, Männer
- Nijs Korevaar, Wasserball (0-0-1)
London 1948: Bronze, Männer
- Annabel Kosten, Schwimmen (0-0-1)
Athen 2004: Bronze, 4 × 100 m Freistil Frauen
- Jaap Kraaier, Kanu (0-0-1)
Berlin 1936: Bronze, Einer-Kajak 1000 m Männer
- Sven Kramer, Eisschnelllauf (4-2-3)
Turin 2006: Silber, 5000 m Männer
Turin 2006: Bronze, Teamverfolgung Männer
Vancouver 2010: Gold, 5000 m Männer
Vancouver 2010: Bronze, Teamverfolgung Männer
Sotschi 2014: Silber, 10.000 m Männer
Sotschi 2014: Gold, 5000 m Männer
Sotschi 2014: Gold, Teamverfolgung Männer
Pyeongchang 2018: Gold, 5000 m Männer
Pyeongchang 2018: Bronze, Teamverfolgung Männer
- Jan Krekels, Radsport (1-0-0)
Mexiko-Stadt 1968: Gold, Teamzeitfahren Männer
- Thomas Krol, Eisschnelllauf (1-1-0)
Peking 2022: Gold, 3000 m Männer
Peking 2022: Silber, 1500 m Männer
- Ranomi Kromowidjojo, Schwimmen (3-1-0)
Peking 2008: Gold, 4 × 100 m Freistil Frauen
London 2012: Gold, 50 m Freistil Frauen
London 2012: Gold, 100 m Freistil Frauen
London 2012: Silber, 4 × 100 m Freistil Frauen
- Evert Kroon, Wasserball (0-0-1)
Montreal 1976: Bronze, Männer
- Jan Hendrik Kruize, Hockey (0-1-1)
London 1948: Bronze, Männer
Helsinki 1952: Silber, Männer
- Jan Hidde Kruize, Hockey (0-0-1)
Seoul 1988: Bronze, Männer
- Hennie Kuiper, Radsport (1-0-0)
München 1972: Gold, Straßenrennen Männer
- Ellen Kuipers, Hockey (0-0-1)
Atlanta 1996: Bronze, Frauen
- Simon Kuipers, Eisschnelllauf (0-0-1)
Vancouver 2010: Bronze, Teamverfolgung Männer
- Frits Kuipers, Fußball (0-0-1)
Antwerpen 1920: Bronze, Männer

### L
- Corrie Laddé, Schwimmen (0-1-0)
Los Angeles 1932: Silber, 4 × 100 m Freistil Frauen
- Catharina Lagerberg, Schwimmen (0-0-1)
Rom 1960: Bronze, 400 m Freistil Frauen
- Kim Lammers, Hockey (1-0-0)
London 2012: Gold, Frauen
- Annelous Lammerts, Segeln (0-0-1)
Paris 2024: Bronze, Formula Kite Frauen
- Nico Landeweerd, Wasserball (0-0-1)
Montreal 1976: Bronze, Männer
- Jenne Langhout, Hockey (0-0-1)
London 1948: Bronze, Männer
- Jos Lansink
auf „Egano“, Reiten (1-0-0)
Barcelona 1992: Gold, Springreiten Team
- Misha Latuhihin, Volleyball (1-0-0)
Atlanta 1996: Gold, Männer
- Martha Laurijsen, Rudern (0-0-1)
Los Angeles 1984: Bronze, Achter Frauen
- Harrie Lavreysen, Radsport (5-0-1)
Tokio 2020: Gold, Teamsprint Männer
Tokio 2020: Gold, Sprint Männer
Tokio 2020: Bronze, Keirin Männer
Paris 2024: Gold, Teamsprint Männer
Paris 2024: Gold, Sprint Männer
Paris 2024: Gold, Keirin Männer
- Ruurd Leegstra, Rudern (0-0-1)
Paris 1900: Bronze, Achter Männer
- G. Leembruggen, Hockey (0-1-0)
Amsterdam 1928: Silber, Männer
- Bernard Leene, Radsport (1-1-0)
Amsterdam 1928: Gold, Tandem Männer
Berlin 1936: Silber, Tandem Männer
- Marrit Leenstra, Eisschnelllauf (1-1-1)
Sotschi 2014: Gold, Teamverfolgung Frauen
Pyeongchang 2018: Bronze, 1500 m Frauen
Pyeongchang 2018: Silber, Teamverfolgung Frauen
- Jutta Leerdam, Eisschnelllauf (0-1-0)
Peking 2022: Silber, 1000 m Frauen
- Gerard le Heux
auf „Valérine“, Reiten (0-0-1)
Amsterdam 1928: Bronze, Dressur Team
- Frank Leistra, Hockey (0-0-1)
Seoul 1988: Bronze, Männer
- Lisanne Lejeune, Hockey (0-0-1)
Seoul 1988: Bronze, Frauen
- Sandra Le Poole, Hockey (1-0-0)
Los Angeles 1984: Gold, Frauen
- Laurien Leurink, Hockey (1-1-0)
Rio de Janeiro 2016: Silber, Frauen
Tokio 2020: Gold, Frauen
- Jeannette Lewin, Hockey (0-0-1)
Atlanta 1996: Bronze, Frauen
- Elis Ligtlee, Radsport (1-0-0)
Rio de Janeiro 2016: Gold, Keirin Frauen
- Marie-Louise Linssen, Schwimmen (0-1-2)
London 1948: Bronze, 100 m Freistil Frauen
London 1948: Bronze, 4 × 100 m Freistil Frauen
Helsinki 1952: Silber, 4 × 100 m Freistil Frauen
- Dirk Lippits, Rudern (0-1-0)
Sydney 2000: Silber, Doppelvierer Männer
- Leijn Loevesijn, Radsport (0-1-0)
Mexiko-Stadt 1968: Silber, Tandem Männer
- Dick Loggere, Hockey (0-1-1)
London 1948: Bronze, Männer
Helsinki 1952: Silber, Männer
- Bram Lomans, Hockey (2-0-0)
Atlanta 1996: Gold, Männer
Sydney 2000: Gold, Männer
- Dirk Lotsy, Fußball (0-0-1)
Stockholm 1912: Bronze, Männer
- Geert Lotsij, Rudern (0-1-0)
Paris 1900: Silber, Vierer mit Steuermann
- Paul Lotsij, Rudern (0-1-0)
Paris 1900: Silber, Vierer mit Steuermann
- Robert Lücken, Rudern (0-0-1)
Rio de Janeiro 2016: Bronze, Achter Männer
- Roelof Luynenburg, Rudern (0-0-1)
München 1972: Bronze, Zweier ohne Steuermann

### M
- Annelies Maas, Schwimmen (0-0-1)
Moskau 1980: Bronze, 4 × 100 m Freistil Frauen
- Bob Maas, Segeln (0-1-2)
Los Angeles 1932: Silber, Snowbird Männer
Berlin 1936: Bronze, Star Männer
London 1948: Bronze, Star Männer
- Jan Maas, Radsport (0-1-0)
Amsterdam 1928: Silber, 4000 m Teamverfolgung Männer
- Koos Maasdijk, Rudern (1-0-0)
Atlanta 1996: Gold, Achter Männer
- Dick MacNeill, Fußball (0-0-1)
Antwerpen 1920: Bronze, Männer
- Jesse Mahieu, Hockey (0-1-0)
Athen 2004: Silber, Männer
- Mick Makker, Rudern (0-1-0)
Paris 2024: Silber, Achter Männer
- H. J. L. Mangelaar Meertens, Hockey (0-1-0)
Amsterdam 1928: Silber, Männer
- Margot Marsman, Schwimmen (0-0-1)
London 1948: Bronze, 4 × 100 m Freistil Frauen
- Hendrika Mastenbroek, Schwimmen (3-1-0)
Berlin 1936: Gold, 100 m Freistil Frauen
Berlin 1936: Gold, 400 m Freistil Frauen
Berlin 1936: Gold, 4 × 100 m Freistil Frauen
Berlin 1936: Silber, 100 m Rücken Frauen
- Frédérique Matla, Hockey (2-0-0)
Tokio 2020: Gold, Frauen
Paris 2024: Gold, Frauen
- Margriet Matthijsse, Segeln (0-2-0)
Atlanta 1996: Silber, Europe Frauen
Sydney 2000: Silber, Europe Frauen
- Antoine Mazairac, Radsport (0-1-0)
Amsterdam 1928: Silber, Sprint Männer
- Veronique Meester, Rudern (1-1-0)
Tokio 2020: Silber, Vierer ohne Steuerfrau
Paris 2024: Gold, Zweier ohne Steuerfrau
- Robert Meeuwsen, Beachvolleyball (0-0-1)
Rio de Janeiro 2016: Bronze, Männer
- Elien Meijer, Rudern (0-1-0)
Sydney 2000: Silber, Achter Frauen
- Jaap Meijer, Radsport (0-1-0)
Paris 1924: Silber, Sprint Männer
- Theo Meijer, Judo (0-0-1)
Barcelona 1992: Bronze, Halbschwergewicht Männer
- Daniël Mensch, Rudern (0-1-0)
Athen 2004: Silber, Achter Männer
- Wieger Mensonides, Schwimmen (0-0-1)
Rom 1960: Bronze, 200 m Brust Männer
- Koen Metsemakers, Rudern (2-0-0)
Tokio 2020: Gold, Doppelvierer Männer
Paris 2024: Gold, Doppelvierer Männer
- Boaz Meylink, Rudern (0-0-1)
Rio de Janeiro 2016: Bronze, Achter Männer
- Walter Middelberg, Rudern (0-0-1)
Paris 1900: Bronze, Achter Männer
- Floris Middendorp, Hockey (1-0-0)
Paris 2024: Gold, Männer
- Karel Miljon, Boxen (0-0-1)
Amsterdam 1928: Bronze, Halbschwergewicht Männer
- Hans Peter Minderhoud
Nadine, Reiten (0-1-0)
Peking 2008: Silber, Dressur Team
- Freeke Moes, Hockey (1-0-0)
Paris 2024: Gold, Frauen
- Olav Molenaar, Rudern (0-1-0)
Paris 2024: Silber, Achter Männer
- Lola Moolhuijzen, Wasserball (0-0-1)
Paris 2024: Bronze, Frauen
- Fatima Moreira de Melo, Hockey (1-1-1)
Sydney 2000: Bronze, Frauen
Athen 2004: Silber, Frauen
Peking 2008: Gold, Frauen
- Marianne Muis, Schwimmen (0-1-0)
Seoul 1988: Silber, 4 × 100 m Freistil Frauen
- Mildred Muis, Schwimmen (0-1-0)
Seoul 1988: Silber, 4 × 100 m Freistil Frauen
- Eefke Mulder, Hockey (1-1-0)
Athen 2004: Silber, Frauen
Peking 2008: Gold, Frauen
- Lau Mulder, Hockey (0-1-0)
Helsinki 1952: Silber, Männer
- Mandy Mulder, Segeln (0-1-0)
Peking 2008: Silber, Yngling
- Michel Mulder, Eisschnelllauf (1-0-1)
Sotschi 2014: Gold, 500 m Männer
Sotschi 2014: Bronze, 1000 m Männer
- Ronald Mulder, Eisschnelllauf (0-0-1)
Sotschi 2014: Bronze, 500 m Männer
- Teun Mulder, Radsport (0-0-1)
London 2012: Bronze, Keirin Männer
- Otto Muller von Czernicki, Hockey (0-1-0)
Amsterdam 1928: Silber, Männer
- Alex Mullink, Rudern (0-0-1)
Tokio 1964: Bronze, Vierer mit Steuermann
- Miel Mundt, Fußball (0-0-1)
London 1908: Bronze, Männer

### N
- Abdi Nageeye, Leichtathletik (0-1-0)
Tokio 2020: Silber, Marathon Männer
- Leo Nardus, Fechten (0-0-1)
Stockholm 1912: Bronze, Degen Team Männer
- Catharina Neelissen, Rudern (0-0-1)
Los Angeles 1984: Bronze, Achter Frauen
- Anneloes Nieuwenhuizen, Hockey (1-0-1)
Los Angeles 1984: Gold, Frauen
Seoul 1988: Bronze, Frauen
- Gerard Nijboer, Leichtathletik (0-1-0)
Moskau 1980: Silber, Marathon Männer
- Helena Nordheim, Turnen (1-0-0)
Amsterdam 1928: Gold, Teammehrkampf Frauen
- Peter Nottet, Eisschnelllauf (0-0-1)
Grenoble 1968: Bronze, 5000 m Männer
- Kjeld Nuis, Eisschnelllauf (3-0-0)
Pyeongchang 2018: Gold, 1000 m Männer
Pyeongchang 2018: Gold, 1500 m Männer
Peking 2022: Gold, 1500 m Männer
- Henk Numan, Judo (0-0-1)
Moskau 1980: Bronze, Halbschwergewicht Männer
- Laura Nunnink, Hockey (2-0-0)
Tokio 2020: Gold, Frauen
Paris 2024: Gold, Frauen

### O
- Tinka Offereins, Rudern (1-0-0)
Paris 2024: Gold, Vierer ohne Steuerfrau
- Hendrik Offerhaus, Rudern (0-0-1)
Paris 1900: Bronze, Achter Männer
- Martine Ohr, Hockey (1-0-1)
Los Angeles 1984: Gold, Frauen
Seoul 1988: Bronze, Frauen
- Marloes Oldenburg, Rudern (1-0-0)
Paris 2024: Gold, Vierer ohne Steuerfrau
- Eugene Omalla, Leichtathletik (1-0-0)
Paris 2024: Gold, 4 × 400 m Mixed
- Henk Ooms, Radsport (0-1-0)
Berlin 1936: Silber, Tandem Männer
- Emma Oosterwegel, Leichtathletik (0-0-1)
Tokio 2020: Bronze, Siebenkampf Frauen
- Miriam Oremans, Tennis (0-1-0)
Sydney 2000: Silber, Doppel Frauen
- Martinus Osendarp, Leichtathletik (0-0-2)
Berlin 1936: Bronze, 100 m Männer
Berlin 1936: Bronze, 200 m Männer
- Louis Otten, Fußball (0-0-1)
London 1908: Bronze, Männer
- Jacob Oudkerk, Radsport (0-0-1)
Tokio 1964: Bronze, Teamverfolgung Männer
- Maria Oversloot, Schwimmen (0-1-0)
Los Angeles 1932: Silber, 4 × 100 m Freistil Frauen

### P
- Jan Joseph Packbiers, Bogenschießen (1-0-0)
Antwerpen 1920: Gold, Bewegliches Vogelziel, 28 m, Team Männer
- Erik Parlevliet, Hockey (0-0-1)
Seoul 1988: Bronze, Männer
- Bente Paulis, Rudern (0-1-0)
Paris 2024: Silber, Doppelvierer Frauen
- Ilse Paulis, Rudern (1-0-1)
Rio de Janeiro 2016: Gold, Leichtgewichts-Doppelzweier Frauen
Tokio 2020: Bronze, Leichtgewichts-Doppelzweier Frauen
- Maartje Paumen, Hockey (2-1-0)
Peking 2008: Gold, Frauen
London 2012: Gold, Frauen
Rio de Janeiro 2016: Silber, Frauen
- Leo Peelen, Radsport (0-1-0)
Seoul 1988: Silber, Punktefahren Männer
- Cathelijn Peeters, Leichtathletik (1-1-0)
Paris 2024: Gold, 4 × 400 m Mixed
Paris 2024: Silber, 4 × 400 m Frauen
- Maurice Peeters, Radsport (1-0-1)
Antwerpen 1920: Gold, Sprint Männer
Paris 1924: Bronze, Tandem Männer
- Nelleke Penninx, Rudern (0-1-0)
Sydney 2000: Silber, Achter Frauen
- Jan Pesman, Eisschnelllauf (0-0-1)
Squaw Valley 1960: Bronze, 5000 m Männer
- Malou Pheninckx, Hockey (1-0-0)
Tokio 2020: Gold, Frauen
- Jan Pieterse, Radsport (1-0-0)
Tokio 1964: Gold, Teamzeitfahren Männer
- René Pijnen, Radsport (1-0-0)
Mexiko-Stadt 1968: Gold, Teamzeitfahren Männer
- Jan Pijnenburg, Radsport (0-1-0)
Amsterdam 1928: Silber, 4000 m Teamverfolgung Männer
- Suzanne Plesman, Hockey (0-0-1)
Atlanta 1996: Bronze, Frauen
- Anna Polak, Turnen (1-0-0)
Amsterdam 1928: Gold, Teammehrkampf Frauen
- Sophie Polkamp, Hockey (2-0-0)
Peking 2008: Gold, Frauen
London 2012: Gold, Frauen
- Herman Ponsteen, Radsport (0-1-0)
Montreal 1976: Silber, Einzelverfolgung Männer
- Alette Pos, Hockey (1-0-0)
Los Angeles 1984: Gold, Frauen
- Lisa Post, Hockey (1-0-0)
Paris 2024: Gold, Frauen
- Jan Posthuma, Volleyball (1-1-0)
Barcelona 1992: Silber, Männer
Atlanta 1996: Gold, Männer
- Ids Postma, Eisschnelllauf (1-1-0)
Nagano 1998: Gold, 1000 m Männer
Nagano 1998: Silber, 1500 m Männer
- Selma Poutsma, Eisschnelllauf (1-0-0)
Peking 2022: Gold, 3000 m Staffel Frauen

### Q
- Martijntje Quik, Rudern (0-1-0)
Sydney 2000: Silber, Achter Frauen
- Anne-Marie Quist, Rudern (0-0-1)
Los Angeles 1984: Bronze, Achter Frauen

### R
- Piet Raijmakers
auf „Ratina Z“, Reiten (1-1-0)
Barcelona 1992: Gold, Springreiten Team
Barcelona 1992: Silber, Springreiten Einzel
- Rob Reckers, Hockey (0-1-0)
Athen 2004: Silber, Männer
- Jops Reeman, Fußball (0-0-1)
London 1908: Bronze, Männer
- Desi Reijers, Schwimmen (0-1-0)
Los Angeles 1984: Silber, 4 × 100 m Freistil Frauen
- Roline Repelaer van Driel, Rudern (0-1-1)
Peking 2008: Silber, Achter Frauen
London 2012: Bronze, Achter Frauen
- Tijmen Reyenga, Hockey (1-0-0)
Paris 2024: Gold, Männer
- Ton Richter, Hockey (0-0-1)
London 1948: Bronze, Männer
- Nico Rienks, Rudern (2-0-1)
Seoul 1988: Gold, Doppelzweier Männer
Barcelona 1992: Bronze, Doppelzweier Männer
Atlanta 1996: Gold, Achter Männer
- Ralf Rienks, Rudern (0-1-0)
Paris 2024: Silber, Achter Männer
- Roderick Rijnders, Rudern (0-1-0)
Mexiko-Stadt 1968: Silber, Zweier mit Steuermann
- Rintje Ritsma, Eisschnelllauf (1-1-4)
Lillehammer 1994: Silber, 1500 m Männer
Lillehammer 1994: Bronze, 5000 m Männer
Nagano 1998: Bronze, 1500 m Männer
Nagano 1998: Gold, 5000 m Männer
Nagano 1998: Bronze, 10.000 m Männer
Turin 2006: Bronze, Teamverfolgung Männer
- Brecht Rodenburg, Volleyball (1-0-0)
Atlanta 1996: Gold, Männer
- Boudewijn Röell, Rudern (0-0-1)
Rio de Janeiro 2016: Bronze, Achter Männer
- Patrick Roest, Eisschnelllauf (0-3-1)
Pyeongchang 2018: Silber, 1500 m Männer
Pyeongchang 2018: Bronze, Teamverfolgung Männer
Peking 2022: Silber, 5000 m Männer
Peking 2022: Silber, 10.000 m Männer
- Bente Rogge, Wasserball (0-0-1)
Paris 2024: Bronze, Frauen
- Lieke Rogge, Wasserball (0-0-1)
Paris 2024: Bronze, Frauen
- Willy Rösingh, Rudern (1-0-0)
Paris 1924: Gold, Zweier ohne Steuermann
- Joop Rohner, Wasserball (0-0-1)
London 1948: Bronze, Männer
- Gianni Romme, Eisschnelllauf (1-2-0)
Nagano 1998: Silber, 5000 m Männer
Nagano 1998: Gold, 10.000 m Männer
Salt Lake City 2002: Silber, 10.000 m Männer
- Bert Romp
auf „Waldo E“, Reiten (1-0-0)
Barcelona 1992: Gold, Springreiten Team
- Gonnelien Rothenberger
auf „Dondolo“, Reiten (0-1-0)
Atlanta 1996: Silber, Dressur Team
- Sven Rothenberger
auf „Weyden“, Reiten (0-1-1)
Atlanta 1996: Silber, Dressur Team
Atlanta 1996: Bronze, Dressur Einzel
- Herman Rouwé, Rudern (0-0-1)
Tokio 1964: Bronze, Zweier mit Steuermann
- Frits Ruimschotel, Wasserball (0-0-1)
London 1948: Bronze, Männer
- Willem Ruska, Judo (2-0-0)
München 1972: Gold, Schwergewicht Männer
München 1972: Gold, Offene Klasse Männer

### S
- Eveline Saalberg, Leichtathletik (0-1-0)
Paris 2024: Silber, 4 × 400 m Frauen
- Piet Salomons, Wasserball (0-0-1)
London 1948: Bronze, Männer
- Annemarie Sanders
auf „Montreux“, Reiten (0-1-0)
Barcelona 1992: Silber, Dressur Team
- Pien Sanders, Hockey (2-0-0)
Tokio 2020: Gold, Frauen
Paris 2024: Gold, Frauen
- Nicolien Sauerbreij, Snowboard (1-0-0)
Vancouver 2010: Gold, Parallel-Riesenslalom Frauen
- Dirk Scalongne, Fechten (0-0-1)
Stockholm 1912: Bronze, Säbel Team Männer
- Anne Schellekens, Rudern (0-0-1)
London 2012: Bronze, Achter Frauen
- Imke Schellekens-Bartels
Sunrise, Reiten (0-1-0)
Peking 2008: Silber, Dressur Team
- Lisa Scheenaard, Rudern (0-0-1)
Tokio 2020: Bronze, Doppelzweier Frauen
- Maartje Scheepstra, Hockey (0-1-0)
Athen 2004: Silber, Frauen
- Guus Scheffer, Gewichtheben (0-0-1)
Amsterdam 1928: Bronze, Mittelgewicht Männer
- Ard Schenk, Eisschnelllauf (3-1-0)
Grenoble 1968: Silber, 1500 m Männer
Sapporo 1972: Gold, 1500 m Männer
Sapporo 1972: Gold, 5000 m Männer
Sapporo 1972: Gold, 10.000 m Männer
- Hendrik Scherpenhuijzen, Fechten (0-0-1)
Paris 1924: Bronze, Säbel Team Männer
- Dafne Schippers, Leichtathletik (0-1-0)
Rio de Janeiro 2016: Silber, 200 m Frauen
- Gert Jan Schlatmann, Hockey (0-0-1)
Seoul 1988: Bronze, Männer
- Gabriela Schloesser, Bogenschießen (0-1-0)
Tokio 2020: Silber, Team Mixed
- Hans Schnitger, Hockey (0-0-1)
Berlin 1936: Bronze, Männer
- Janneke Schopman, Hockey (1-1-0)
Athen 2004: Silber, Frauen
Peking 2008: Gold, Frauen
- Irene Schouten, Eisschnelllauf (3-0-2)
Pyeongchang 2018: Bronze, Massenstart Frauen
Peking 2022: Gold, 3000 m Frauen
Peking 2022: Gold, 5000 m Frauen
Peking 2022: Gold, Massenstart Frauen
Peking 2022: Bronze, Teamverfolgung Frauen
- Tes Schouten, Schwimmen (0-0-1)
Paris 2024: Bronze, 200 m Brust Frauen
- Hinkelien Schreuder, Schwimmen (1-1-0)
Peking 2008: Gold, 4 × 100 m Freistil Frauen
London 2012: Silber, 4 × 100 m Freistil Frauen
- Gerco Schröder
London, Reiten (0-2-0)
London 2012: Silber, Springreiten Team
London 2012: Silber, Springreiten Einzel
- Richard Schuil, Volleyball (1-0-0)
Atlanta 1996: Gold, Männer
- Suzanne Schulting, Shorttrack (3-1-2)
Pyeongchang 2018: Gold, 1000 m Frauen
Pyeongchang 2018: Bronze, 3000 m Staffel Frauen
Peking 2022: Gold, 1000 m Frauen
Peking 2022: Gold, 3000 m Staffel Frauen
Peking 2022: Silber, 500 m Frauen
Peking 2022: Bronze, 1500 m Frauen
- Irma Schumacher, Schwimmen (0-1-1)
London 1948: Bronze, 4 × 100 m Freistil Frauen
Helsinki 1952: Silber, 4 × 100 m Freistil Frauen
- Karel Schummelketel
auf „Duiveltje“, Reiten (0-1-0)
Los Angeles 1932: Silber, Vielseitigkeit Team
- Johanna Schut, Eisschnelllauf (1-0-0)
Grenoble 1968: Gold, 3000 m Frauen
- Cornelis Schuuring, Radsport (0-0-1)
Tokio 1964: Bronze, Teamverfolgung Männer
- Johanna Selbach, Schwimmen (1-0-0)
Berlin 1936: Gold, 4 × 100 m Freistil Frauen
- Avital Selinger, Volleyball (0-1-0)
Barcelona 1992: Silber, Männer
- Nida Senff, Schwimmen (1-0-0)
Berlin 1936: Gold, 100 m Rücken Frauen
- Vivian Sevenich, Wasserball (0-0-1)
Paris 2024: Bronze, Frauen
- Lisette Sevens, Hockey (1-0-0)
Los Angeles 1984: Gold, Frauen
- Olivier Siegelaar, Rudern (0-0-1)
Rio de Janeiro 2016: Bronze, Achter Männer
- Sarah Siegelaar, Rudern (0-1-1)
Athen 2004: Bronze, Achter Frauen
Peking 2008: Silber, Achter Frauen
- Alette Sijbring, Wasserball (1-0-0)
Peking 2008: Gold, Frauen
- Henrik Sillem, Schießen (0-0-1)
Paris 1900: Bronze, Armeerevolver Team Männer
- Diederik Simon, Rudern (1-1-1)
Atlanta 1996: Gold, Achter Männer
Sydney 2000: Silber, Doppelvierer Männer
Athen 2004: Silber, Achter Männer
- Clarinda Sinnige, Hockey (0-1-1)
Sydney 2000: Bronze, Frauen
Athen 2004: Silber, Frauen
- Arvin Slagter, Basketball (1-0-0)
Paris 2024: Gold, 3×3 Männer
- Brigitte Sleeking, Wasserball (0-0-1)
Paris 2024: Bronze, Frauen
- Willem Slijkhuis, Leichtathletik (0-0-2)
London 1948: Bronze, 1500 m Männer
London 1948: Bronze, 3000 m Männer
- Hanneke Smabers, Hockey (0-0-1)
Sydney 2000: Bronze, Frauen
- Minke Smabers, Hockey (1-1-1)
Sydney 2000: Bronze, Frauen
Athen 2004: Silber, Frauen
Peking 2008: Gold, Frauen
- Jan Smeekens, Eisschnelllauf (0-1-0)
Sotschi 2014: Silber, 500 m Männer
- Gretha Smit, Eisschnelllauf (0-1-0)
Salt Lake City 2002: Silber, 5000 m Frauen
- Yasemin Smit, Wasserball (1-0-0)
Peking 2008: Gold, Frauen
- Hans Smits, Wasserball (0-0-1)
Montreal 1976: Bronze, Männer
- Frits Smol, Wasserball (0-0-1)
London 1948: Bronze, Männer
- Henri Smulders, Segeln (0-1-0)
London 1900: Silber, 3 bis 10 Tonnen
- Laura Smulders, Radsport (0-0-1)
London 2012: Bronze, BMX-Rennen Frauen
- Marlies Smulders, Rudern (0-1-1)
Athen 2004: Bronze, Achter Frauen
Peking 2008: Silber, Achter Frauen
- Merel Smulders, Radsport (0-0-1)
Tokio 2020: Bronze, BMX-Rennen Frauen
- Edu Snethlage, Fußball (0-0-1)
London 1908: Bronze, Männer
- Jiske Snoeks, Hockey (0-1-0)
Athen 2004: Silber, Frauen
- Ed Sol, Fußball (0-0-1)
London 1908: Bronze, Männer
- Joyce Sombroek, Hockey (1-1-0)
London 2012: Gold, Frauen
Rio de Janeiro 2016: Silber, Frauen
- René Sparenberg, Hockey (0-0-1)
Berlin 1936: Bronze, Männer
- Ben Spijkers, Judo (0-0-1)
Seoul 1988: Bronze, Mittelgewicht Männer
- Ria Stalman, Leichtathletik (1-0-0)
Los Angeles 1984: Gold, Diskuswurf Frauen
- Hans Stam, Wasserball (0-0-1)
London 1948: Bronze, Männer
- Lauren Stam, Hockey (1-0-0)
Tokio 2020: Gold, Frauen
- Henk Steeman, Fußball (0-0-1)
Antwerpen 1920: Bronze, Männer
- Florentine Steenberghe, Hockey (0-0-1)
Atlanta 1996: Bronze, Frauen
- Tim Steens, Hockey (0-0-1)
Seoul 1988: Bronze, Männer
- Jacoba Stelma, Turnen (1-0-0)
Amsterdam 1928: Gold, Teammehrkampf Frauen
- Rudolf Stokvis, Rudern (0-0-1)
München 1972: Bronze, Zweier ohne Steuermann
- Gijze Stroboer, Wasserball (0-0-1)
Montreal 1976: Bronze, Männer
- Jaap Stockmann, Hockey (0-1-0)
London 2012: Silber, Männer
- Edward Stutterheim, Segeln (0-0-1)
London 1948: Bronze, Star Männer
- Herman Suselbeek, Rudern (0-1-0)
Mexiko-Stadt 1968: Silber, Zweier mit Steuermann
- Anthony Sweijs, Schießen (0-0-1)
Paris 1900: Bronze, Armeerevolver Team Männer
- Eric Swinkels, Schießen (0-1-0)
Montreal 1976: Silber, Skeet Männer

### T
- Taeke Taekema, Hockey (0-1-0)
Athen 2004: Silber, Männer
- Helen Tanger, Rudern (0-1-1)
Athen 2004: Bronze, Achter Frauen
Peking 2008: Silber, Achter Frauen
- Nicolaas Tates, Kanu (0-0-1)
Berlin 1936: Bronze, Zweier-Kajak 1000 m Männer
- Margje Teeuwen, Hockey (0-0-2)
Atlanta 1996: Bronze, Frauen
Sydney 2000: Bronze, Frauen
- Arjen Teeuwissen
auf „Goliath“, Reiten (0-1-0)
Sydney 2000: Silber, Dressur Team
- Martin Teffer, Volleyball (0-1-0)
Barcelona 1992: Silber, Männer
- Duco Telgenkamp, Hockey (1-0-0)
Paris 2024: Gold, Männer
- Nina ten Broek, Wasserball (0-0-1)
Paris 2024: Bronze, Frauen
- Cees ten Cate, Fußball (0-0-1)
Stockholm 1912: Bronze, Männer
- Johanna Termeulen, Schwimmen (0-2-1)
London 1948: Bronze, 4 × 100 m Freistil Frauen
Helsinki 1952: Silber, 100 m Freistil Frauen
Helsinki 1952: Silber, 4 × 100 m Freistil Frauen
- Carin ter Beek, Rudern (0-1-0)
Sydney 2000: Silber, Achter Frauen
- Jorien ter Mors, Eisschnelllauf (3-0-1)
Sotschi 2014: Gold, Teamverfolgung Frauen
Sotschi 2014: Gold, 1500 m Frauen
Pyeongchang 2018: Gold, 1000 m Frauen
Pyeongchang 2018: Bronze, 3000 m Staffel Frauen
- Erica Terpstra, Schwimmen (0-1-1)
Tokio 1964: Bronze, 4 × 100 m Freistil Frauen
Tokio 1964: Silber, 4 × 100 m Lagen Frauen
- Johannes Terwogt, Rudern (0-1-0)
Paris 1900: Silber, Vierer mit Steuermann
- Carole Thate, Hockey (0-0-2)
Atlanta 1996: Bronze, Frauen
Sydney 2000: Bronze, Frauen
- Janus Theeuwes, Bogenschießen (1-0-0)
Antwerpen 1920: Gold, Bewegliches Vogelziel, 28 m, Team Männer
- Walter Thijssen, Rudern (0-0-1)
Paris 1900: Bronze, Achter Männer
- Jan Thomée, Fußball (0-0-1)
London 1908: Bronze, Männer
- Eddy Tiel, Hockey (0-1-1)
London 1948: Bronze, Männer
Helsinki 1952: Silber, Männer
- Hendrik Timmer, Tennis (0-0-1)
Paris 1924: Bronze, Mixed
- Marianne Timmer, Eisschnelllauf (3-0-0)
Nagano 1998: Gold, 1000 m Frauen
Nagano 1998: Gold, 1500 m Frauen
Turin 2006: Gold, 1000 m Frauen
- Rik Toonen, Wasserball (0-0-1)
Montreal 1976: Bronze, Männer
- Jan Tops
auf „Top Gun“, Reiten (1-0-0)
Barcelona 1992: Gold, Springreiten Team
- Daphne Touw, Hockey (0-0-1)
Sydney 2000: Bronze, Frauen
- Jacqueline Toxopeus, Hockey (0-0-1)
Atlanta 1996: Bronze, Frauen
- Ab Tresling, Hockey (0-1-0)
Amsterdam 1928: Silber, Männer
- Henricus Tromp, Rudern (0-0-1)
Paris 1900: Bronze, Achter Männer
- Mark Tuitert, Eisschnelllauf (1-0-2)
Turin 2006: Bronze, Teamverfolgung Männer
Vancouver 2010: Silber, 1500 m Männer
Vancouver 2010: Bronze, Teamverfolgung Männer
- Melvin Twellaar, Rudern (0-2-0)
Tokio 2020: Silber, Doppelzweier Männer
Paris 2024: Silber, Doppelzweier Männer

### U
- Dirk Uittenbogaard, Rudern (1-0-1)
Rio de Janeiro 2016: Bronze, Achter Männer
Tokio 2020: Gold, Doppelvierer Männer
- Jochem Uytdehaage, Eisschnelllauf (2-1-0)
Salt Lake City 2002: Silber, 1500 m Männer
Salt Lake City 2002: Gold, 5000 m Männer
Salt Lake City 2002: Gold, 10.000 m Männer

### V
- Willemien Vaandrager, Rudern (0-0-1)
Los Angeles 1984: Bronze, Achter Frauen
- Odile van Aanholt, Segeln (1-0-0)
Paris 2024: Gold, 49erFX Frauen
- Wietse van Alten, Bogenschießen (0-0-1)
Sydney 2000: Bronze, Einzel Männer
- Naomi van As, Hockey (2-1-0)
Peking 2008: Gold, Frauen
London 2012: Gold, Frauen
Rio de Janeiro 2016: Silber, Frauen
- Seve van Ass, Hockey (1-0-0)
Paris 2024: Gold, Männer
- Coby van Baalen
auf „Ferro“, Reiten (0-1-0)
Sydney 2000: Silber, Dressur Team
- Lotte van Beek, Eisschnelllauf (0-1-0)
Sotschi 2014: Gold, Teamverfolgung Frauen
Sotschi 2014: Bronze, 1500 m Frauen
Pyeongchang 2018: Silber, Teamverfolgung Frauen
- Iefke van Belkum, Wasserball (1-0-0)
Peking 2008: Gold, Frauen
- Lisa van Belle, Radsport (0-0-1)
Paris 2024: Bronze, Madison Frauen
- Conny van Bentum, Schwimmen (0-2-1)
Moskau 1980: Bronze, 4 × 100 m Freistil Frauen
Los Angeles 1984: Silber, 4 × 100 m Freistil Frauen
Seoul 1988: Silber, 4 × 100 m Freistil
- Willem van Blijenburgh, Fechten (0-0-3)
Stockholm 1912: Bronze, Degen Team Männer
Stockholm 1912: Bronze, Säbel Mannschaft Männer
Antwerpen 1920: Bronze, Säbel Team Männer
- Léon van Bon, Radsport (0-1-0)
Barcelona 1992: Silber, Punktefahren Männer
- Jan van Breda Kolff, Fußball (0-0-1)
Stockholm 1912: Bronze, Männer
- Hendrikus van Bussel, Bogenschießen (1-0-0)
Antwerpen 1920: Gold, Bewegliches Vogelziel, 28 m, Team Männer
- W. J. van Citters, Hockey (0-1-0)
Amsterdam 1928: Silber, Männer
- Thijs van Dam, Hockey (1-0-0)
Paris 2024: Gold, Männer
- Bas van de Goor, Volleyball (1-0-0)
Atlanta 1996: Gold, Männer
- Mike van de Goor, Volleyball (1-0-0)
Atlanta 1996: Gold, Männer
- Robert van de Graaf, Rudern (0-0-1)
Tokio 1964: Bronze, Vierer mit Steuermann
- Frederik van de Graaff, Rudern (0-0-1)
Tokio 1964: Bronze, Vierer mit Steuermann
- Jan van de Graaff, Rudern (0-0-1)
Tokio 1964: Bronze, Vierer mit Steuermann
- Jacob van de Kerkhof, Rudern (0-1-0)
Paris 2024: Silber, Achter Männer
- Fleur van de Kieft, Hockey (0-0-2)
Atlanta 1996: Bronze, Frauen
Sydney 2000: Bronze, Frauen
- Simone van de Kraats, Wasserball (0-0-1)
Paris 2024: Bronze, Frauen
- Paul van de Rovaart, Hockey (0-1-0)
Amsterdam 1928: Silber, Männer
- Hetty van de Wouw, Radsport (0-1-0)
Paris 2024: Silber, Keirin Frauen
- Ernst van den Berg, Hockey (0-0-1)
Berlin 1936: Bronze, Männer
- Gillian van den Berg, Wasserball (1-0-0)
Peking 2008: Gold, Frauen
- Jacomina van den Berg, Turnen (1-0-0)
Amsterdam 1928: Gold, Teammehrkampf Frauen
- Roy van den Berg, Radsport (1-0-0)
Tokio 2020: Gold, Teamsprint Männer
- Stephan van den Berg, Segeln (1-0-0)
Los Angeles 1984: Gold, Windsurfen Männer
- Rinus van den Berge, Leichtathletik (0-0-1)
Paris 1924: Bronze, 4 × 100 m Männer
- Roy van den Berg, Radsport (1-0-0)
Paris 2024: Gold, Teamsprint Männer
- Solko van den Bergh, Schießen (0-0-1)
Paris 1900: Bronze, Armeerevolver Team Männer
- Dillianne van den Boogaard, Hockey (0-0-2)
Atlanta 1996: Bronze, Frauen
Sydney 2000: Bronze, Frauen
- Alida van den Bos, Turnen (1-0-0)
Amsterdam 1928: Gold, Teammehrkampf Frauen
- Marieke van den Ham, Wasserball (1-0-0)
Peking 2008: Gold, Frauen
- Carlien Dirkse van den Heuvel, Hockey (1-0-0)
London 2012: Gold, Frauen
- Taco van den Honert, Hockey (1-0-1)
Seoul 1988: Bronze, Männer
Atlanta 1996: Gold, Männer
- Pieter van den Hoogenband, Schwimmen (3-3-1)
Sydney 2000: Silber, 50 m Freistil Männer
Sydney 2000: Gold, 100 m Freistil Männer
Sydney 2000: Gold, 200 m Freistil Männer
Sydney 2000: Bronze, 4 × 100 m Freistil Männer
Athen 2004: Gold, 100 m Freistil Männer
Athen 2004: Silber, 200 m Freistil Männer
Athen 2004: Silber, 4 × 100 m Freistil Männer
- Lida van der Anker-Doedens, Kanu (0-1-0)
London 1948: Silber, Einer-Kajak 500 m Frauen
- Helen van der Ben, Hockey (0-0-1)
Seoul 1988: Bronze, Frauen
- Arnoud van der Biesen, Segeln (0-1-0)
Antwerpen 1920: Silber, 12-Fuß-Dinghy Männer
- Jan van der Bij, Rudern (0-1-0)
Paris 2024: Silber, Achter Männer
- Anna van der Breggen, Radsport (1-0-2)
Rio de Janeiro 2016: Gold, Straßenrennen Frauen
Rio de Janeiro 2016: Bronze, Einzelzeitfahren Frauen
Tokio 2020: Bronze, Einzelzeitfahren Frauen
- Maike van der Duin, Radsport (0-0-1)
Paris 2024: Bronze, Madison Frauen
- Dennis van der Geest, Judo (0-0-1)
Athen 2004: Bronze, Schwergewicht Männer
- Ru van der Haar, Hockey (0-0-1)
Berlin 1936: Bronze, Männer
- C. J. van der Hagen, Hockey (0-1-0)
Amsterdam 1928: Silber, Männer
- Dimeo van der Horst, Basketball (1-0-0)
Paris 2024: Gold, 3×3 Männer
- Martin van der Horst, Volleyball (0-1-0)
Barcelona 1992: Silber, Männer
- Piet van der Horst, Radsport (0-1-0)
Amsterdam 1928: Silber, 4000 m Teamverfolgung Männer
- Robert van der Horst, Hockey (0-1-0)
London 2012: Silber, Männer
- Gerda van der Kade-Koudijs, Leichtathletik (1-0-0)
London 1948: Gold, 4 × 100 m Frauen
- Kirsten van der Kolk, Rudern (0-1-1)
Athen 2004: Bronze, Leichtgewichts-Doppelzweier Frauen
Peking 2008: Silber, Leichtgewichts-Doppelzweier Frauen
- Wim van der Kroft, Kanu (0-0-1)
Berlin 1936: Bronze, Zweier-Kajak 1000 m Männer
- Maarten van der Linden, Rudern (0-1-0)
Atlanta 1996: Silber, Leichtgewichts-Doppelzweier Männer
- Arnold Vanderlyde, Boxen (0-0-3)
Los Angeles 1984: Bronze, Schwergewicht Männer
Seoul 1988: Bronze, Schwergewicht Männer
Barcelona 1992: Bronze, Schwergewicht Männer
- Ilse van der Meijden, Wasserball (1-0-0)
Peking 2008: Gold, Frauen
- Olof van der Meulen, Volleyball (1-1-0)
Barcelona 1992: Silber, Männer
Atlanta 1996: Gold, Männer
- Myrte van der Schoot, Leichtathletik (0-1-0)
Paris 2024: Silber, 4 × 400 m Frauen
- Sabrina van der Sloot, Wasserball (0-0-1)
Paris 2024: Bronze, Frauen
- Jan van der Sluis, Fußball (0-0-1)
Stockholm 1912: Bronze, Männer
- Macha van der Vaart, Hockey (0-1-1)
Sydney 2000: Bronze, Frauen
Athen 2004: Silber, Frauen
- Robert van der Veen, Hockey (0-1-0)
Amsterdam 1928: Silber, Männer
- Anna van der Vegt, Turnen (1-0-0)
Amsterdam 1928: Gold, Teammehrkampf Frauen
- Arie van der Velden, Segeln (0-1-0)
London 1900: Silber, 3 bis 10 Tonnen
- Maikel van der Vleuten
Verdi / Beauville Z, Reiten (0-1-2)
London 2012: Silber, Springreiten Team
Tokio 2020: Bronze, Springreiten Einzel
Paris 2024: Bronze, Springreiten Einzel
- Adolf van der Voort van Zijp
auf „Silver Piece“, Reiten (3-0-0)
Paris 1924: Gold, Vielseitigkeit Einzel
Paris 1924: Gold, Vielseitigkeit Team
Amsterdam 1928: Gold, Vielseitigkeit Team
- Willem van der Voort, Eisschnelllauf (0-1-0)
Oslo 1952: Silber, 1500 m Männer
- Mink van der Weerden, Hockey (0-1-0)
London 2012: Silber, Männer
- Sander van der Weide, Hockey (1-1-0)
Sydney 2000: Gold, Männer
Athen 2004: Silber, Männer
- Maarten van der Weijden, Schwimmen (1-0-0)
Peking 2008: Gold, 10 km Freiwasser Männer
- Jan van der Wiel, Fechten (0-0-2)
Antwerpen 1920: Bronze, Säbel Team Männer
Paris 1924: Bronze, Säbel Team Männer
- Suzan van der Wielen, Hockey (0-0-2)
Atlanta 1996: Bronze, Frauen
Sydney 2000: Bronze, Frauen
- Pauline van der Wildt, Schwimmen (0-0-1)
Tokio 1964: Bronze, 4 × 100 m Freistil Frauen
- Mark van der Zijden, Schwimmen (0-0-1)
Sydney 2000: Bronze, 4 × 100 m Freistil Männer
- Niels van der Zwan, Rudern (1-0-0)
Atlanta 1996: Gold, Achter Männer
- Tony van Diepen, Leichtathletik (0-1-0)
Tokio 2020: Silber, 4 × 400 m Männer
- Daan van Dijk, Radsport (1-0-0)
Amsterdam 1928: Gold, Tandem Männer
- Johannes van Dijk, Rudern (0-0-1)
Paris 1900: Bronze, Achter Männer
- Sanne van Dijke, Judo (0-0-1)
Tokio 2020: Bronze, Mittelgewicht Frauen
- Leendert van Dis, Rudern (0-1-0)
Mexiko-Stadt 1968: Silber, Doppelzweier Männer
- Pieta van Dishoeck, Rudern (0-2-0)
Sydney 2000: Silber, Doppelzweier Frauen
Sydney 2000: Silber, Achter Frauen
- Gert-Jan van Doorn, Rudern (0-1-0)
Paris 2024: Silber, Achter Männer
- Marieke van Doorn, Hockey (1-0-1)
Los Angeles 1984: Gold, Frauen
Seoul 1988: Bronze, Frauen
- Simon van Dorp, Schwimmen (0-0-1)
Paris 2024: Bronze, Einer Männer
- Jan van Dort, Fußball (0-0-1)
Antwerpen 1920: Bronze, Männer
- Marieke van Drogenbroek, Rudern (0-0-1)
Los Angeles 1984: Bronze, Achter Frauen
- Maarten van Dulm, Fechten (0-0-1)
Paris 1924: Bronze, Säbel Team Männer
- Jacobus van Egmond, Radsport (1-1-0)
Los Angeles 1932: Gold, Sprint Männer
Los Angeles 1932: Silber, 1000 m Zeitfahren Männer
- Anicka van Emden, Judo (0-0-1)
Rio de Janeiro 2016: Bronze, Halbmittelgewicht Frauen
- Marit van Eupen, Rudern (0-1-1)
Athen 2004: Bronze, Leichtgewichts-Doppelzweier Frauen
Peking 2008: Silber, Leichtgewichts-Doppelzweier Frauen
- Harriet van Ettekoven, Rudern (0-0-1)
Los Angeles 1984: Bronze, Achter Frauen
- Ruud van Feggelen, Wasserball (0-0-1)
London 1948: Bronze, Männer
- Jo van Gastel, Bogenschießen (1-0-0)
Antwerpen 1920: Gold, Bewegliches Vogelziel, 28 m, Team Männer
- Miek van Geenhuizen, Hockey (1-1-0)
Athen 2004: Silber, Frauen
Peking 2008: Gold, Frauen
- Margot van Geffen, Hockey (2-1-0)
London 2012: Gold, Frauen
Rio de Janeiro 2016: Silber, Frauen
Tokio 2020: Gold, Frauen
- Yvonne van Gennip, Eisschnelllauf (3-0-0)
Calgary 1988: Gold, 1500 m Frauen
Calgary 1988: Gold, 3000 m Frauen
Calgary 1988: Gold, 5000 m Frauen
- Tiest van Gestel, Bogenschießen (1-0-0)
Antwerpen 1920: Gold, Bewegliches Vogelziel, 28 m, Team Männer
- Jelle van Gorkom, Radsport (0-1-0)
Rio de Janeiro 2016: Silber, BMX-Rennen Männer
- Anky van Grunsven
auf „Bonfire“, Reiten (2-4-0)(1-2-0)(3-6-0)
Barcelona 1992: Silber, Dressur Team
Atlanta 1996: Silber, Dressur Team
Atlanta 1996: Silber, Dressur Einzel
Sydney 2000: Silber, Dressur Team
Sydney 2000: Gold, Dressur Einzel
Athen 2004: Gold, Dressur Einzel
- Anky van Grunsven
Salinero, Reiten (1-2-0)
Peking 2008: Silber, Dressur Team
Peking 2008: Silber, Dressur Einzel
London 2012: Silber, Dressur Team
- Wim van Heel, Hockey (0-1-1)
London 1948: Bronze, Männer
Helsinki 1952: Silber, Männer
- Hans van Helden, Eisschnelllauf (0-0-3)
Innsbruck 1976: Bronze, 1500 m Männer
Innsbruck 1976: Bronze, 5000 m Männer
Innsbruck 1976: Bronze, 10.000 m Männer
- Wilma van Hofwegen, Schwimmen (0-1-0)
Sydney 2000: Silber, 4 × 100 m Freistil Frauen
- Johannes van Hoolwerff, Segeln (0-1-0)
Amsterdam 1928: Silber, 8m Klasse Männer
- Yara van Kerkhof, Shorttrack (1-1-1)
Pyeongchang 2018: Silber, 500 m Frauen
Pyeongchang 2018: Bronze, 3000 m Staffel Frauen
Peking 2022: Gold, 3000 m Staffel Frauen
- Lieve van Kessel, Hockey (0-1-0)
Athen 2004: Silber, Frauen
- Bep van Klaveren, Boxen (1-0-0)
Amsterdam 1928: Gold, Federgewicht Männer
- Renée van Laarhoven, Hockey (1-0-0)
Paris 2024: Gold, Frauen
- Ellen van Langen, Leichtathletik (1-0-0)
Barcelona 1992: Gold, 800 m Frauen
- Aernout van Lennep
auf „Henk“, Reiten (0-1-0)
Los Angeles 1932: Silber, Vielseitigkeit Team
- Lennart van Lierop, Rudern (1-0-0)
Paris 2024: Gold, Doppelvierer Männer
- Tonny van Lierop, Hockey (0-1-0)
Amsterdam 1928: Silber, Männer
- Antonius van Loon, Tauziehen (0-1-0)
Antwerpen 1920: Silber, Team Männer
- Willem van Loon, Tauziehen (0-1-0)
Antwerpen 1920: Silber, Team Männer
- Caia van Maasakker, Hockey (2-1-0)
London 2012: Gold, Frauen
Rio de Janeiro 2016: Silber, Frauen
Tokio 2020: Gold, Frauen
- Kitty van Male, Hockey (1-1-0)
London 2012: Gold, Frauen
Rio de Janeiro 2016: Silber, Frauen
- Aletta van Manen, Hockey (1-0-1)
Los Angeles 1984: Gold, Frauen
Seoul 1988: Bronze, Frauen
- Tycho van Meer, Hockey (1-0-0)
Atlanta 1996: Gold, Männer
- Adrianus van Merrienboer, Bogenschießen (1-0-0)
Antwerpen 1920: Gold, Bewegliches Vogelziel, 28 m, Team Männer
- Eeke van Nes, Rudern (0-2-1)
Atlanta 1996: Bronze, Doppelzweier Frauen
Sydney 2000: Silber, Achter Frauen
Sydney 2000: Silber, Doppelzweier Frauen
- Hadriaan van Nes, Rudern (0-1-0)
Mexiko-Stadt 1968: Silber, Zweier mit Steuermann
- Luuc van Opzeeland, Segeln (0-0-1)
Paris 2024: Bronze, iQFoiL Männer
- Wouter van Pelt, Hockey (2-0-0)
Atlanta 1996: Gold, Männer
Sydney 2000: Gold, Männer
- Petronella van Randwijk, Turnen (1-0-0)
Amsterdam 1928: Gold, Teammehrkampf Frauen
- Oscar van Rappard, Fußball (0-0-1)
Antwerpen 1920: Bronze, Männer
- Jan van Reede
auf „Hans“, Reiten (0-0-1)
Amsterdam 1928: Bronze, Dressur Team
- Marinus van Rekum, Tauziehen (0-1-0)
Antwerpen 1920: Silber, Team Männer
- Willem van Rekum, Tauziehen (0-1-0)
Antwerpen 1920: Silber, Team Männer
- Laurine van Riessen, Eisschnelllauf (0-0-1)
Vancouver 2010: Bronze, 1000 m Frauen
- Dorian van Rijsselberghe, Segeln (2-0-0)
London 2012: Gold, Windsurfen Männer
Rio de Janeiro 2016: Gold, Windsurfen Männer
- Manon van Rooijen, Schwimmen (1-1-0)
Sydney 2000: Silber, 4 × 100 m Freistil Frauen
Peking 2008: Gold, 4 × 100 m Freistil Frauen
- George van Rossem, Fechten (0-0-2)
Stockholm 1912: Bronze, Degen Team Männer
Stockholm 1912: Bronze, Säbel Team Männer
- Sharon van Rouwendaal, Schwimmen (2-1-0)
Rio de Janeiro 2016: Gold, 10 km Freiwasser Frauen
Tokio 2020: Silber, 10 km Freiwasser Frauen
Paris 2024: Gold, 10 km Freiwasser Frauen
- Lara van Ruijven, Shorttrack (0-0-1)
Pyeongchang 2018: Bronze, 3000 m Staffel Frauen
- Annemarieke van Rumpt, Rudern (0-1-1)
Athen 2004: Bronze, Achter Frauen
Peking 2008: Silber, Achter Frauen
- Hendrika van Rumt, Turnen (1-0-0)
Amsterdam 1928: Gold, Teammehrkampf Frauen
- Henri van Schaik
auf „Santa Bell“, Reiten (0-1-0)
Berlin 1936: Silber, Springreiten Team
- Cornelis van Staveren, Segeln (0-1-0)
Amsterdam 1928: Silber, 8m Klasse Männer
- Petra van Staveren, Schwimmen (1-0-0)
Los Angeles 1984: Gold, 100 m Brust Frauen
- Niels van Steenis, Rudern (1-0-0)
Atlanta 1996: Gold, Achter Männer
- J. J. van Tienhoven van den Bogaard, Hockey (0-1-0)
Amsterdam 1928: Silber, Männer
- Gerard van Velde, Eisschnelllauf (1-0-0)
Salt Lake City 2002: Gold, 1000 m Männer
- Wilma van Velsen, Schwimmen (0-0-1)
Moskau 1980: Bronze, 4 × 100 m Freistil Frauen
- Annemiek van Vleuten, Radsport (1-1-0)
Tokio 2020: Gold, Einzelzeitfahren Frauen
Tokio 2020: Silber, Straßenrennen Frauen
- Arie van Vliet, Radsport (1-1-0)
Berlin 1936: Silber, Sprint Männer
Berlin 1936: Gold, 1000 m Zeitfahren Männer
- Petronella van Vliet, Schwimmen (1-0-0)
London 1948: Gold, 200 m Brust Frauen
- Koosje van Voorn, Schwimmen (0-1-0)
Helsinki 1952: Silber, 4 × 100 m Freistil Frauen
- J. M. van Voorst van Beest, Hockey (0-1-0)
Amsterdam 1928: Silber, Männer
- Winnie van Weerdenburg, Schwimmen (0-0-1)
Tokio 1964: Bronze, 4 × 100 m Freistil Frauen
- Diederik van Weel, Hockey (1-0-0)
Sydney 2000: Gold, Männer
- Remco van Wijk, Hockey (2-0-0)
Atlanta 1996: Gold, Männer
Sydney 2000: Gold, Männer
- Hans van Zeeland, Wasserball (0-0-1)
Montreal 1976: Bronze, Männer
- Marijn Veen, Hockey (1-0-0)
Paris 2024: Gold, Frauen
- Anne Veenendaal, Hockey (1-0-0)
Paris 2024: Gold, Frauen
- Jacobine Veenhoven, Rudern (0-0-1)
London 2012: Bronze, Achter Frauen
- Stephan Veen, Hockey (2-0-0)
Atlanta 1996: Gold, Männer
Sydney 2000: Gold, Männer
- Ernst Veenemans, Rudern (0-1-0)
Tokio 1964: Silber, Zweier ohne Steuermann
- Mark Veens, Schwimmen (0-1-0)
Athen 2004: Silber, 4 × 100 m Freistil Männer
- Manon Veenstra, Radsport (0-1-0)
Paris 2024: Silber, BMX-Rennen Frauen
- Myrna Veenstra, Hockey (0-0-1)
Sydney 2000: Bronze, Frauen
- Jan Evert Veer, Wasserball (0-0-1)
Montreal 1976: Bronze, Männer
- Klaas Veering, Hockey (0-1-0)
Athen 2004: Silber, Männer
- Marleen Veldhuis, Schwimmen (1-1-2)
Athen 2004: Bronze, 4 × 100 m Freistil Frauen
Peking 2008: Gold, 4 × 100 m Freistil Frauen
London 2012: Bronze, 50 m Freistil Frauen
London 2012: Silber, 4 × 100 m Freistil Frauen
- Bart Veldkamp, Eisschnelllauf (1-0-1)
Albertville 1992: Gold, 10.000 m Männer
Lillehammer 1994: Bronze, 10.000 m Männer
- Matthijs Vellenga, Rudern (0-1-0)
Athen 2004: Silber, Achter Männer
- Xandra Velzeboer, Eisschnelllauf (1-0-0)
Peking 2022: Gold, 3000 m Staffel Frauen
- Anneke Venema, Rudern (0-1-0)
Sydney 2000: Silber, Achter Frauen
- Jochem Verberne, Rudern (0-1-0)
Sydney 2000: Silber, Doppelvierer Männer
- Valentin Verga, Hockey (0-1-0)
London 2012: Silber, Männer
- Carl Verheijen, Eisschnelllauf (0-0-2)
Turin 2006: Bronze, 10.000 m Männer
Turin 2006: Bronze, Teamverfolgung Männer
- Jan Verheijen, Gewichtheben (0-0-1)
Amsterdam 1928: Bronze, Halbschwergewicht Männer
- Cornelis Verkerk, Eisschnelllauf (1-3-0)
Innsbruck 1964: Silber, 1500 m Männer
Grenoble 1968: Gold, 1500 m Männer
Grenoble 1968: Silber, 5000 m Männer
Sapporo 1972: Silber, 10.000 m Männer
- Gijs Vermeulen, Rudern (0-1-0)
Athen 2004: Silber, Achter Männer
- Klaas Vermeulen, Hockey (0-1-0)
London 2012: Silber, Männer
- Maria Verschoor, Hockey (2-1-0)
Rio de Janeiro 2016: Silber, Frauen
Tokio 2020: Gold, Frauen
Paris 2024: Gold, Frauen
- Mechiel Versluis, Rudern (0-0-1)
Rio de Janeiro 2016: Bronze, Achter Männer
- Annemarie Verstappen, Schwimmen (0-1-2)
Los Angeles 1984: Bronze, 100 m Freistil Frauen
Los Angeles 1984: Bronze, 200 m Freistil Frauen
Los Angeles 1984: Silber, 4 × 100 m Freistil Frauen
- Pierre Versteegh
auf „His Excellence“, Reiten (0-0-1)
Amsterdam 1928: Bronze, Dressur Team
- Ben Verweij, Fußball (0-0-1)
Antwerpen 1920: Bronze, Männer
- Koen Verweij, Eisschnelllauf (1-0-3)
Sotschi 2014: Gold, Teamverfolgung Männer
Sotschi 2014: Silber, 1500 m Männer
Pyeongchang 2018: Bronze, Teamverfolgung Männer
Pyeongchang 2018: Bronze, Massenstart Männer
- Anouk Vetter, Leichtathletik (0-1-0)
Tokio 2020: Silber, Siebenkampf Frauen
- Marie Vierdag, Schwimmen (0-1-0)
Los Angeles 1932: Silber, 4 × 100 m Freistil Frauen
- Esmee Visser, Eisschnelllauf (1-0-0)
Pyeongchang 2018: Gold, 5000 m Frauen
- Leo Visser, Eisschnelllauf (0-1-3)
Calgary 1988: Silber, 5000 m Männer
Calgary 1988: Bronze, 10.000 m Männer
Albertville 1992: Bronze, 1500 m Männer
Albertville 1992: Bronze, 5000 m Männer
- Ria Visser, Eisschnelllauf (0-1-0)
Lake Placid 1980: Silber, 1500 m Frauen
- Haas Visser ’t Hooft, Hockey (0-1-0)
Amsterdam 1928: Silber, Männer
- Kirsten Vlieghuis, Schwimmen (0-0-2)
Atlanta 1996: Bronze, 400 m Freistil Frauen
Atlanta 1996: Bronze, 800 m Freistil Frauen
- Guus Vogels, Hockey (2-1-0)
Atlanta 1996: Gold, Männer
Sydney 2000: Gold, Männer
Athen 2004: Silber, Männer
- Felix von Heijden, Fußball (0-0-1)
Antwerpen 1920: Bronze, Männer
- Sophie von Weiler, Hockey (1-0-1)
Los Angeles 1984: Gold, Frauen
Seoul 1988: Bronze, Frauen
- Albert Voorn
auf „Lando“, Reiten (0-1-0)
Sydney 2000: Silber, Springreiten Einzel
- Gerrit Voorting, Radsport (0-1-0)
London 1948: Silber, Straßenrennen Männer
- Jan Vos, Fußball (0-0-1)
Stockholm 1912: Bronze, Männer
- Elles Voskes, Schwimmen (0-1-0)
Los Angeles 1984: Silber, 4 × 100 m Freistil Frauen
- Marianne Vos, Radsport (2-1-0)
Peking 2008: Gold, Punktefahren Frauen
London 2012: Gold, Straßenrennen Frauen
Paris 2024: Silber, Straßenrennen Frauen
- Jan Vreede, Segeln (0-0-1)
Paris 1924: Bronze, 6m Klasse Männer
- Jur Vrieling
 Bubalu, Reiten (0-1-0)
London 2012: Silber, Springreiten Team

### W
- Tini Wagner, Schwimmen (1-0-0)
Berlin 1936: Gold, 4 × 100 m Freistil Frauen
- Ferry Weertman, Schwimmen (1-0-0)
Rio de Janeiro 2016: Gold, 10 km Freiwasser Männer
- Froukje Wegman, Rudern (0-0-1)
Athen 2004: Bronze, Achter Frauen
- Caius Welcker, Fußball (0-0-1)
London 1908: Bronze, Männer
- Lidewij Welten, Hockey (3-1-0)
Peking 2008: Gold, Frauen
London 2012: Gold, Frauen
Rio de Janeiro 2016: Silber, Frauen
Tokio 2020: Gold, Frauen
- N. Wenholt, Hockey (0-1-0)
Amsterdam 1928: Silber, Männer
- Erben Wennemars, Eisschnelllauf (0-0-2)
Turin 2006: Bronze, 1000 m Männer
Turin 2006: Bronze, Teamverfolgung Männer
- Petrus Wernink, Segeln (1-0-0)
Antwerpen 1920: Gold, 6,5-Meter-Klasse Männer
- Leonard Wery, Hockey (0-1-0)
Helsinki 1952: Silber, Männer
- Lisa Westerhof, Segeln (0-0-1)
London 2012: Bronze, 470er Frauen
- Marieke Westerhof, Rudern (0-1-0)
Sydney 2000: Silber, Achter Frauen
- Max Westerkamp, Hockey (0-0-1)
Berlin 1936: Bronze, Männer
- Roderick Weusthof, Hockey (0-1-0)
London 2012: Silber, Männer
- Sanne Wevers, Turnen (1-0-0)
Rio de Janeiro 2016: Gold, Schwebebalken Frauen
- Geertje Wielema, Schwimmen (0-1-0)
Helsinki 1952: Silber, 100 m Rücken Frauen
- Albertus Wielsma, Rudern (0-0-1)
London 1908: Bronze, Vierer mit Steuermann
- Jan Wienese, Rudern (1-0-0)
Mexiko-Stadt 1968: Gold, Einer Männer
- Abe Wiersma, Rudern (1-0-0)
Tokio 2020: Gold, Doppelvierer Männer
- Peter Wiersum, Rudern (0-0-1)
Rio de Janeiro 2016: Bronze, Achter Männer
- Tone Wieten, Rudern (2-0-1)
Rio de Janeiro 2016: Bronze, Achter Männer
Tokio 2020: Gold, Doppelvierer Männer
Paris 2024: Gold, Doppelvierer Männer
- Cornelis Wijdekop, Kanu (0-0-1)
Berlin 1936: Bronze, Zweier-Kajak 10.000 m Faltboot Männer
- Pieter Wijdekop, Kanu (0-0-1)
Berlin 1936: Bronze, Zweier-Kajak 10.000 m Faltboot Männer
- Steve Wijler, Bogenschießen (0-1-0)
Tokio 2020: Silber, Team Mixed
- Henri Wijnoldy-Daniëls, Fechten (0-0-2)
Antwerpen 1920: Bronze, Säbel Team Männer
Paris 1924: Bronze, Säbel Team Männer
- David Wijnveldt, Fußball (0-0-1)
Stockholm 1912: Bronze, Männer
- Kirsten Wild, Radsport (0-0-1)
Tokio 2020: Bronze, Omnium Frauen
- Elisabeth Willeboordse, Judo (0-0-1)
Peking 2008: Bronze, Halbmittelgewicht Frauen
- Ko Willems, Radsport (1-0-0)
Paris 1924: Gold, 50 km Männer
- Theo Willems, Bogenschießen (1-0-0)
Antwerpen 1920: Gold, Bewegliches Vogelziel, 28 m, Team Männer
- Laurien Willemse, Hockey (1-0-1)
Los Angeles 1984: Gold, Frauen
Seoul 1988: Bronze, Frauen
- Peter Windt, Hockey (1-0-0)
Sydney 2000: Gold, Männer
- Corrie Winkel, Schwimmen (0-1-0)
Tokio 1964: Silber, 4 × 100 m Lagen Frauen
- Merel Witteveen, Segeln (0-1-0)
Peking 2008: Silber, Yngling
- Nettie Witziers-Timmer, Leichtathletik (1-0-0)
London 1948: Gold, 4 × 100 m Frauen
- Ingrid Wolff, Hockey (0-0-1)
Seoul 1988: Bronze, Frauen
- Iris Wolves, Wasserball (0-0-1)
Paris 2024: Bronze, Frauen
- Ester Workel, Rudern (0-1-1)
Athen 2004: Bronze, Achter Frauen
Peking 2008: Silber, Achter Frauen
- Floris Wortelboer, Hockey (1-0-0)
Paris 2024: Gold, Männer
- Marcel Wouda, Schwimmen (0-0-1)
Sydney 2000: Bronze, 4 × 200 m Freistil Männer
- Ireen Wüst, Eisschnelllauf (6-5-2)
Turin 2006: Bronze, 1500 m Frauen
Turin 2006: Gold, 3000 m Frauen
Vancouver 2010: Gold, 1500 m Frauen
Sotschi 2014: Gold, 3000 m Frauen
Sotschi 2014: Gold, Teamverfolgung Frauen
Sotschi 2014: Silber, 1000 m Frauen
Sotschi 2014: Silber, 1500 m Frauen
Sotschi 2014: Silber, 5000 m Frauen
Pyeongchang 2018: Gold, 1500 m Frauen
Pyeongchang 2018: Silber, 3000 m Frauen
Pyeongchang 2018: Silber, Teamverfolgung Frauen
Paris 2022: Gold, 1500 m Frauen
Peking 2022: Bronze, Teamverfolgung Frauen

### Y
- Jan Ykema, Eisschnelllauf (0-1-0)
Calgary 1988: Silber, 500 m Männer
- Laila Youssifou, Rudern (0-1-0)
Paris 2024: Silber, Doppelvierer Frauen

### Z
- Falko Zandstra, Eisschnelllauf (0-1-1)
Albertville 1992: Silber, 5000 m Männer
Lillehammer 1994: Bronze, 1500 m Männer
- Mitja Zastrow, Schwimmen (0-1-0)
Athen 2004: Silber, 4 × 100 m Freistil Männer
- Margriet Zegers, Hockey (1-0-0)
Los Angeles 1984: Gold, Frauen
- Salomon Zeldenrust, Fechten (0-0-1)
Antwerpen 1920: Bronze, Säbel Team Männer
- Leontien Zijlaard-van Moorsel, Radsport (4-1-1)
Sydney 2000: Gold, 3000 m Einzelverfolgung Frauen
Sydney 2000: Silber, Punktefahren Frauen
Sydney 2000: Gold, Strasse Einzel Frauen
Sydney 2000: Gold, Einzelzeitfahren Frauen
Athen 2004: Bronze, 3000 m Einzelverfolgung Frauen
Athen 2004: Gold, Einzelzeitfahren Frauen
- Bart Zoet, Radsport (1-0-0)
Tokio 1964: Gold, Teamzeitfahren Männer
- Joop Zoetemelk, Radsport (1-0-0)
Mexiko-Stadt 1968: Gold, Teamzeitfahren Männer
- Epke Zonderland, Turnen (1-0-0)
London 2012: Gold, Reck Männer
- Ronald Zoodsma, Volleyball (0-1-0)
Barcelona 1992: Silber, Männer
- Martijn Zuijdweg, Schwimmen (0-0-1)
Sydney 2000: Bronze, 4 × 200 m Freistil Männer
- Klaas-Erik Zwering, Schwimmen (0-1-0)
Athen 2004: Silber, 4 × 100 m Freistil Männer
- Ronald Zwerver, Volleyball (1-1-0)
Barcelona 1992: Silber, Männer
Atlanta 1996: Gold, Männer
- Claudia Zwiers, Judo (0-0-1)
Atlanta 1996: Bronze, Mittelgewicht Frauen
- Henk-Jan Zwolle, Rudern (1-0-1)
Barcelona 1992: Bronze, Doppelzweier Männer
Atlanta 1996: Gold, Achter Männer